# Landschaftspark Grütt
Der Landschaftspark Grütt (auch Grüttpark) ist eine 51 Hektar große Grünfläche in Lörrach. Im Jahr 1983 fand auf dem neu gestalteten Gelände die baden-württembergische Landesgartenschau statt. Der größte Park in Lörrach gilt als Naherholungsgebiet für die Stadt und ihr Umland. (→ Grün- und Parkflächen in Lörrach) Gleichzeitig sind große Teile der Parkfläche ein Wasserschutzgebiet mit mehreren Tiefbrunnen. Insgesamt umfasst das Areal eine Fläche von rund einem Quadratkilometer. Die naturnahen Binnengewässer einschließlich ihrer Ufervegetation sind gesetzlich geschützte Biotope.
Zum Freizeitangebot des Grüttparks gehören neben Spiel- und Sportplätzen und Grillgelegenheiten auch ein Café sowie Spazier- und Fahrradwege. Am Rande des Parkgeländes befinden sich Messehallen, diverse Freizeitanlagen, das Grüttpark-Stadion und weitere Sportstätten. Der Park wird durch die zur A 98 gehörende Wiesentalbrücke und eine Querspange zur Bundesstraße in zwei Abschnitte geteilt, die durch einen Steg und eine Fußgänger- und Fahrradunterführung verbunden sind. Der Park ist Standort mehrerer Kunstwerke im öffentlichen Raum.

## Geschichte

### Vor der Gestaltung zum Park
Vor der Parkeröffnung im Jahr 1983 war das Grütt Teil einer nur mit wenigen Wegen erschlossenen Auenlandschaft. Der Name Grütt leitet sich vom Wort rütten ab, was roden bedeutet.
Die Flussniederung und der Auwald waren in diesem Gewann in früheren Zeiten abgeholzt worden, die Wiese mit einer Vielzahl von Nebenläufen schlängelte sich durch das Gebiet. Nach der Flussbegradigung in den Jahren 1806 bis 1823 durch den badischen Wasserbaumeister Johann Gottfried Tulla entstanden Wiesen und überwiegend landwirtschaftlich genutzte Äcker in der Aue, womit auch eine reiche Artenvielfalt verloren ging.
Am Rande des heutigen Grüttparks befand sich von November 1920 bis Juli 1921 der Flugplatz Lörrach mit Passagier- und Postverkehr. Aufgrund einer Weisung, die aus dem Friedensvertrag von Versailles resultierte, folgte die Stilllegung. Der verwaiste Platz wurde letztmals am 24. März 1954 für einen Flugtag genutzt. Das Gelände ist seither vollständig überbaut. Am 7. Januar 1925 ereignete sich ein Flugzeugabsturz auf dem Flugplatz Lörrach, bei dem der Pilot starb. An das Unglück und den Flugplatz erinnert ein Denkmal am nordwestlichen Rand des Grüttparks. Seine Einweihung fand am 10. Oktober 1988 durch den damaligen Verteidigungsminister Manfred Wörner statt.
Das Gebiet zwischen Brombach und der Lörracher Innenstadt dient seit 1967 der städtischen Wasserversorgung. Der erste Tiefbrunnen im Grütt wurde 1968 in Betrieb genommen, nachdem im Vorfeld umfangreiche Wasserleitungsbauten vorgenommen wurden. In den Folgejahren wurde die Versorgung mit Tiefbrunnen stufenweise ausgebaut und damit auch eine Grundsatzentscheidung für die Wasserversorgung der Stadt getroffen und das Versorgungsnetz weiter ausgebaut.

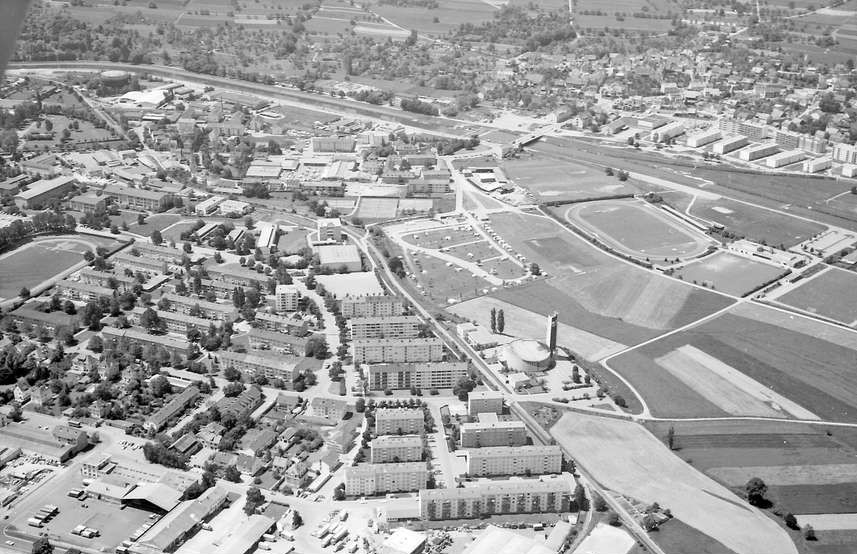
Blick von Osten (1972) auf das alte Stadion, den Grüttpark (rechts im Bild), das Grüttpark-Stadion sowie die Lörracher Nordstadt

Nach 1960 beginnt sich der südliche Teil des Grütts zu einem Sportgelände zu entwickeln. Da der Tennisclub der Schwimmbaderweiterung weichen muss, entstehen 1961 neue Tennisanlagen an der Arndtstraße. Ein Jahr später siedelt auch der Schützenverein ans Grütt, da der alte Platz am Hünerberg wegen der neu entstehenden Wohnbebauung weichen muss. Entscheidend wird allerdings der Umzug des TSV Rot-Weiss Lörrach, dessen Sportplätze sich vormals an der Brombacher Straße, etwa auf Höhe der Einmündung zur Schwarzwald Straße, befanden. Ebenfalls aufgrund des Platzbedarfs der wachsenden Stadt erhält der Sportverein ein großzügig gestaltetes Stadiongelände mit Laufbahn, Tribüne, Gaststätte, Gymnastikhalle und Sanitäranlagen. Am 5. November 1966 wird das Grüttpark-Stadion eröffnet, das damals noch den Namen Rot-Weiß-Stadion trug. Damit genügte das moderne Stadion erstmals auch Wettkampfansprüchen.

### Bewerbung zur Landesgartenschau
Am 29. September 1978 nannte der damalige Oberbürgermeister Egon Hugenschmidt drei Beweggründe für die Kandidatur Lörrachs für die Landesgartenschau:
Erstens wollte man mit der dauerhaften Ausweisung des rund 100 Hektar großen Geländes als Grünfläche eine Ausgleichsmaßnahme zu den Verkehrsbauten der A 98 und der neuen B 317 schaffen. Die Beeinträchtigungen des Landschaftsraums in Lörrach könnten damit kompensiert werden. Zweitens schaffte eine grenzüberschreitende Grünfläche entlang des Flusses Wiese und der Langen Erlen in Riehen und Basel eine Verbindung zum Nachbarstaat. Drittens ergreife man aufgrund der besonderen Lage im Dreiländereck Frankreich-Schweiz-Deutschland die Chance, sich zu präsentieren.
Als Termin für die Landesgartenschau hätte sich das 300-jährige Jubiläum der Stadtrechtsverleihung 1682/83 angeboten. Gemeinsam mit externen Beratern und Vertretern der Wasserwirtschaft formulierte die Stadtplanung die Zielvorgaben für die Wettbewerbsfläche, die auch als wichtiges Wassereinzugsgebiet der Stadt dient. Bedeutsam wäre etwa die Sohlenisolierung der Gewässer, wie Teiche und Bäche und die Platzierung der Gebäude. Als Naherholungspark sollten die nördlichen Stadtteile Brombach, Haagen, Hauingen und Tumringen mit der südlich gelegenen Kernstadt verbunden und das bis dahin herrschende Grünflächendefizit reduziert werden.
Ein halbes Jahr nach der Bewerbung erteilte am 27. März 1979 Baden-Württemberg den Zuschlag für Lörrach gegenüber 30 Mitbewerbern.

### Wettbewerb, Planung und Bau

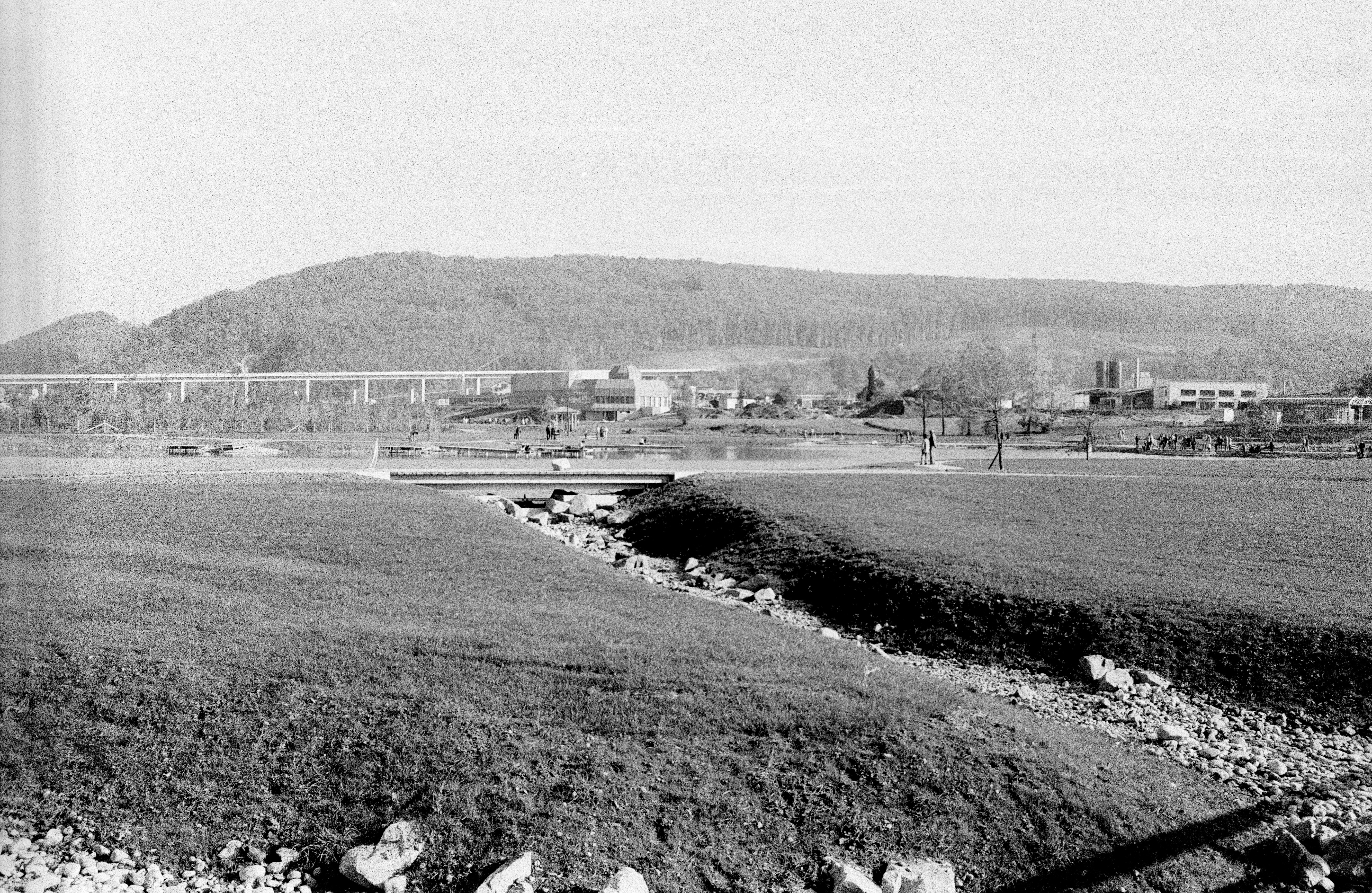
Grüttpark 1982 vor der Eröffnung der Landesgartenschau

Das Land und die Stadt schrieben nach der erfolgreichen Bewerbung am 22. August 1979 einen offenen Ideen- und Realisierungswettbewerb für die Gartenschau aus. Von 15 eingereichten Arbeiten mussten drei wegen Mängeln ausscheiden, so dass dem Preisgericht zwölf Arbeiten zur Beurteilung vorlagen. Unter dem Vorsitz des Garten- und Landschaftsarchitekten Horst Wagenfeld aus Düsseldorf wurden am 18. und 19. Januar 1980 die ersten drei Preisträger prämiert. Den ersten Preis errangen Bernd Meier, Landschaftsarchitekt aus Freiburg im Breisgau, E. Riedel, Landschaftsarchitekt aus Lahr, Manfred Morlock, Architekt aus Schallstadt und Hubertus Bühler, Architekt aus Freiburg.
Die Stadtratsfraktionen der CDU, SPD und Freien Wähler trugen das Projekt von Anfang an mit. Die Grünen und eine Interessensgruppe aus Naturschützern und engagierten Bürgern kritisierten, dass das Konzept zu parkartig sei und nicht den Anforderungen an ein Wasserschutzgebiet genüge. Außerdem bringe die Nutzung durch die Landwirtschaft und gärtnerische Anpflanzungen zusätzlichen Düngereinsatz. Zudem ließen die mit der Landesgartenschau verbundenen Verkehrsbauwerke das Projekt vom Gesichtspunkt des Naturschutzes aus unglaubwürdig erscheinen.

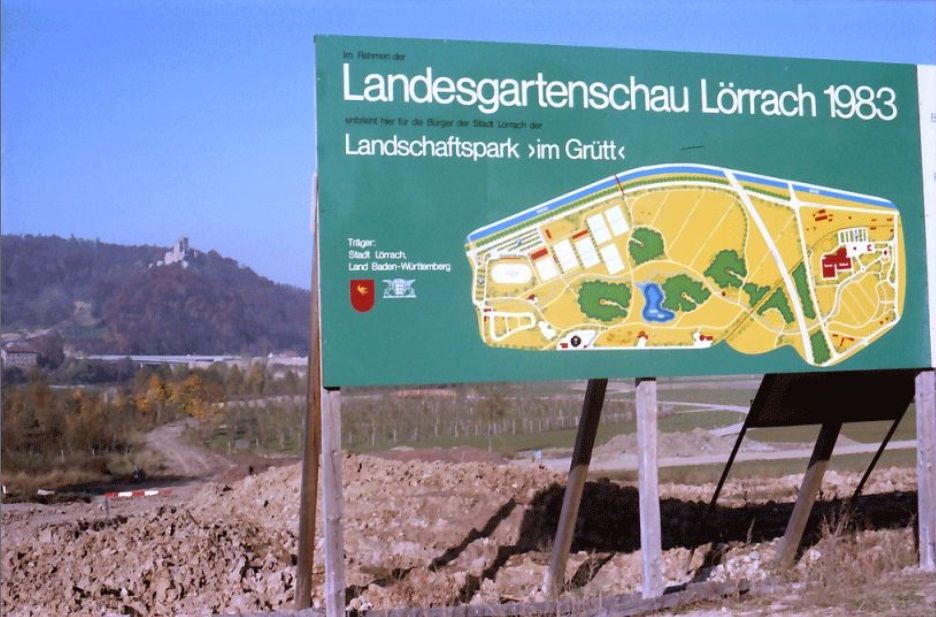
Schild zur Landesgartenschau 1983

Für die Werbung und Öffentlichkeitsarbeit entschied man sich für einen ortsfremden Journalisten. Als schweres Versäumnis wertete man im Nachhinein die unterlassene Werbung bei den Busunternehmen, was dazu führte, dass wenige Besucher über Reiseunternehmen den Weg nach Lörrach fanden. Komplett versäumt hatte man es, rechtzeitig Pressearbeit in der benachbarten Schweiz zu veranlassen. Dies stellte sich als Missgriff heraus. Man löste das Engagement mit dem Journalisten auf und betraute zwei ortsansässige Journalisten in Nebentätigkeit mit der Aufgabe.
Im August 1982 wählte eine Fachjury das Logo des Basler Grafikers Francis Rusterholz für die Landesgartenschau. Es besteht aus drei ineinander greifenden Grafikelementen aus Blau- und Grüntönen. Links trägt es den blauen Buchstaben „L“, in der Mitte stellt ein stilisierter Bogen in Dunkelgrün die geografische Nähe Lörrachs zum Rheinknie dar, rechts oben soll ein hellgrünes Blatt den Park und die Natur symbolisieren. Das Signet verwendete man auf allen Plakaten, Banderolen, Aufklebern und weiteren Werbeträgern; es war auch das Logo der neu gegründeten Landesgartenschau Lörrach 1983 GmbH.
Am 2. September 1981 fand der Spatenstich am Landesgartenschaugelände statt. Oberbürgermeister Hugenschmidt fuhr zusammen mit Bürgermeister Edmund Henkel an diesem Tag ein Raupenfahrzeug als symbolischen Auftakt der Bauarbeiten. Im Dezember des Jahres waren die Aushubarbeiten für den Grüttsee und den Bachlauf vollendet. Die brach liegenden, vorher meist landwirtschaftlich genutzten Flächen, renaturierte man und richtete ein Wegesystem für Spaziergänger ein. Die von der Bevölkerung gestifteten Bäume pflanzten am 20. März 1982, dem Tag des Baumes engagierte Bürger.

### Landesgartenschau 1983

#### Eröffnung und allgemeine Daten

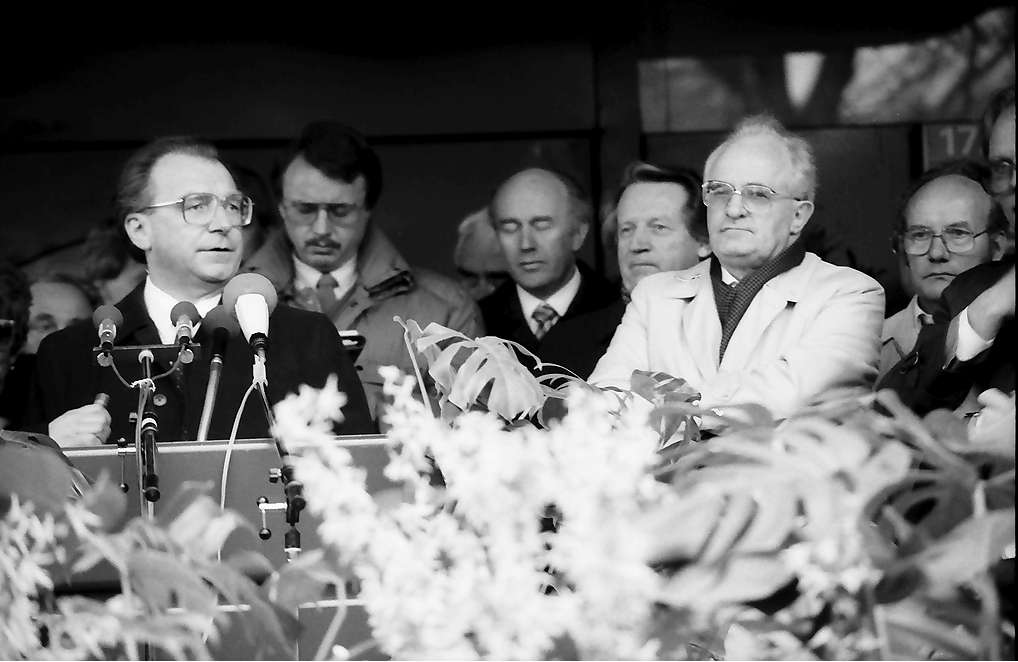
Lothar Späth (links) und Egon Hugenschmidt am Lörracher Rathaus bei der Eröffnungsfeier

Am 15. April 1983 wurde anlässlich des 300-jährigen Stadtrechtsjubiläums die Landesgartenschau feierlich im Beisein des damaligen Ministerpräsidenten Lothar Späth und des Oberbürgermeisters Hugenschmidt eröffnet. Die Deutsche Bundesbahn ließ zur Eröffnung eigens einen Sonderzug (Gartenschau-Kurier) von Karlsruhe bis zum Bahnhof in Lörrach-Haagen an das Ausstellungsgelände fahren. Nach einem Festakt am Lörracher Rathaus stieg die Prominenz am Hauptbahnhof Lörrach zusammen mit einer Trachtenabordnung in diesen Sonderzug und ließ sich zum Gartenschaugelände fahren. Ein Kuriosum am Rande war der Umstand, dass der hohe Politikgast Späth auf dem Gartenschaugelände zwar das obligatorische Band zur Eröffnung durchschnitt, aber sich die Gartenschau gar nicht anschaute. Er flog zurück nach Stuttgart und versprach, die Gartenschau zu einem späteren Zeitpunkt zu besuchen. Späth soll einige Wochen danach sehr spät nach Lörrach gereist sein, so dass es wieder nicht zu einem Bummel durch die Ausstellung reichte, wobei es dabei dann auch blieb.

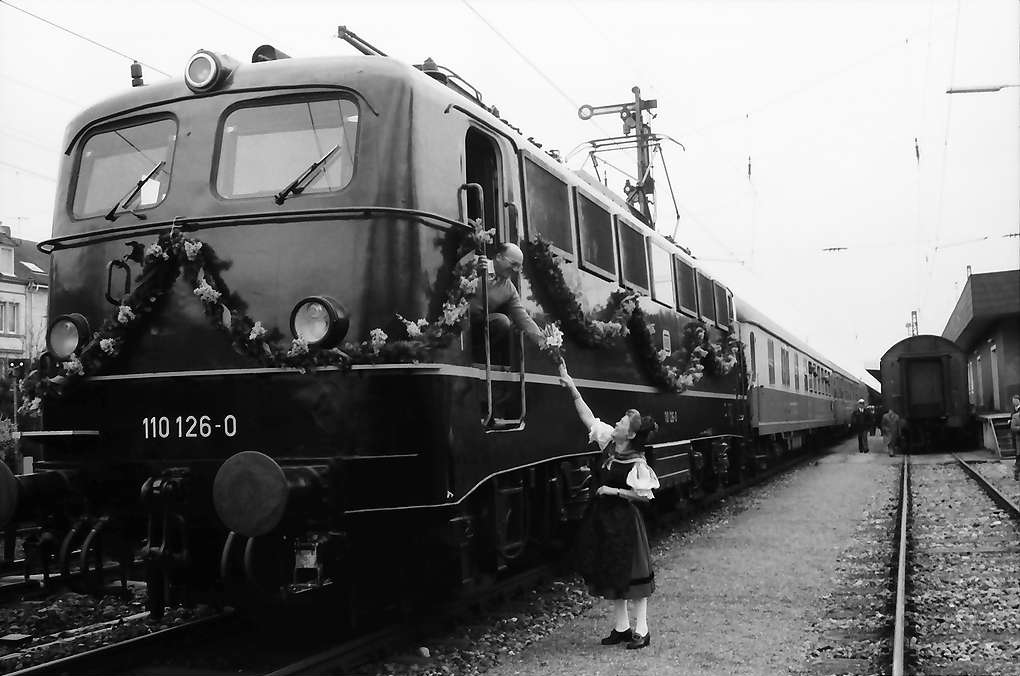
Geschmückter Sonderzug Gartenschau-Kurier

Die Landesgartenschau dauerte bis zum 16. Oktober 1983 und verzeichnete 1.045.000 Besucher. Damit blieb die Zahl rund 400.000 Besucher hinter den Erwartungen. Die Gartenschau begann bei starkem Dauerregen, gefolgt von einer ungewöhnlichen Hitzewelle. Abgesehen vom Wetter wird die ungeschickte Werbung und die Fehleinschätzung des Schweizer Publikums für das Besucherdefizit verantwortlich gemacht.
Motto der Gartenschau war des alemannische „Chumm go luege“ – „Komm, schau Dir’s an“; präsentiert von der Gans „Lörli“ als Maskottchen. Die Gestaltung der Grünflächen geht unter anderem auf den Stadtbaudirektor Klaus Stein zurück.
Neben dem Gartenschau-Kurier war der Blütenexpress der zweite Sonderzug, der während der Landesgartenschau von Heidelberg bzw. Offenburg nach Lörrach und zurück verkehrte. Die Namen der beiden Sonderzüge wurden durch einen Wettbewerb bestimmt, den die Landesgartenschau GmbH ins Leben gerufen hatte.
Zum Auftakt gab die Deutsche Bundespost am 15. April einen großen Rundstempel heraus, der auf Ersttagsbriefen auf die Landesgartenschau aufmerksam machte. Gleichzeitig erschienen auch vier Gartenschau-Sonderpostkarten und zwei historische Postkarten mit Motiven von Lörrach um die Jahrhundertwende.

#### Infrastruktur

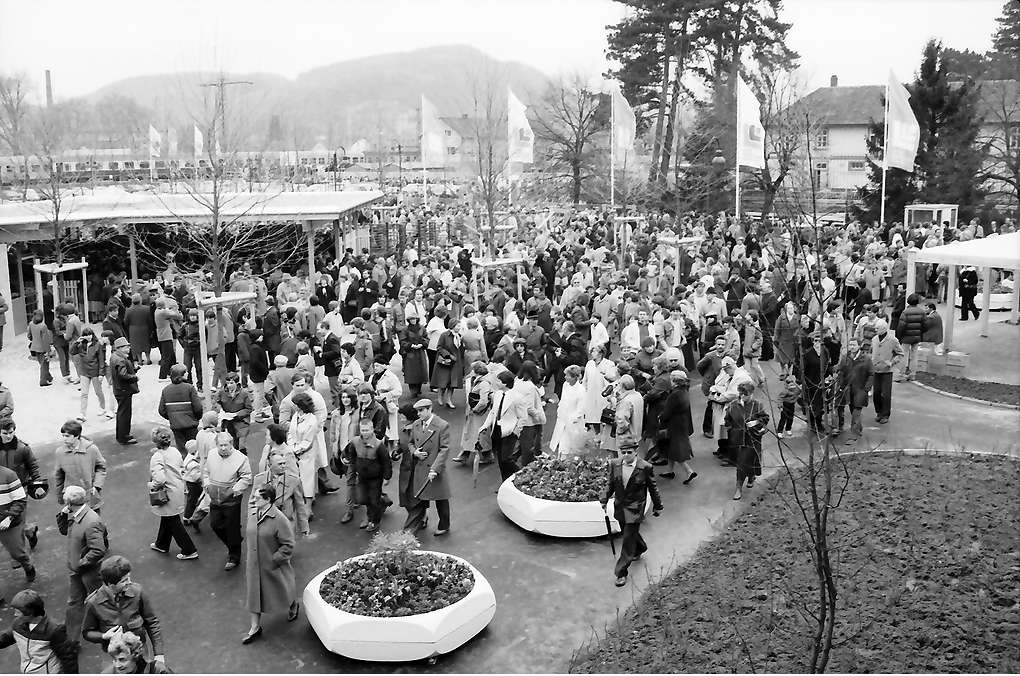
Besucherstrom am Haupteingang

Bei der Landesgartenschau in Lörrach war nur der östliche Teil kostenpflichtig und umzäunt. Der Haupteingang befand sich im Nordosten, am heutigen Sport- und Freizeitzentrum. Am Westeingang (Eingang „Grütt“), östlich des Wasserwerks, befindet sich heute eine Wiese.
Neben der Möglichkeit, mit dem Zug zur Landesgartenschau zu kommen, stellten die LGS-Organisation am Gelände rund 1600 PKW- und 40 Busparkplätze zur Verfügung.
Im Parkgelände gab es acht Restaurants, davon fünf im umzäunten Bereich. Insgesamt standen 1000 überdachte und 600 Außenplätze den Besuchern zur Verfügung.
Eine elektrisch betriebene, gummibereifte Ausstellungsbahn des Herstellers Intamin verband den Haupteingang mit dem rund 3,5 Kilometer entfernten Westrand des Grüttparks. Die Unterführung am Eingang „Grütt“ war ursprünglich für die Ausstellungsbahn zu steil, so dass sie abgeflacht werden musste.
Ein provisorisches Gebäude am Haupteingang diente als Informations- und Pressestelle. Dort gab es neben Telefonen einen Briefkasten, eine Hundeaufbewahrungsmöglichkeit, einen Rollstuhlverleih und Toiletten. Acht Toilettenhäuschen waren auf dem Gelände verteilt. Eine behindertengerechte Toilette befand sich am Haupteingang. Dort waren auch Hilfsdienste, Sanitäter, Bewachung und Polizei stationiert. Für den Unterhalt der Gartenanlage waren zwölf Arbeitskräfte einem Kolonnenführer unterstellt. Nach dem Ende der Landesgartenschau verblieben acht dieser Kräfte als Gärtner beim städtischen Gartenbauamt.

#### Ausstellungen und Aktionen

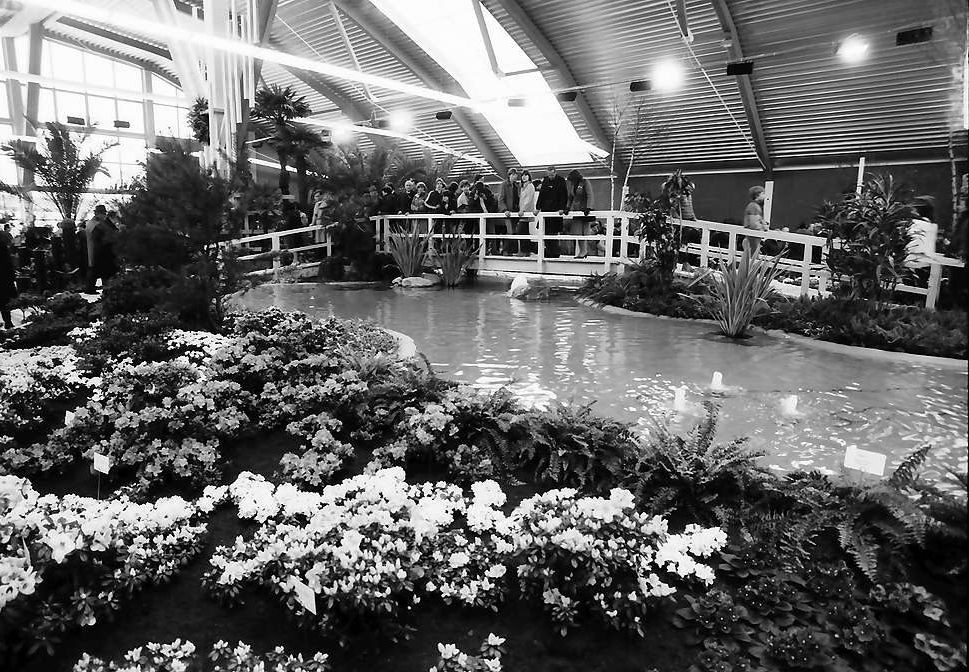
Blumenhalle am Eröffnungstag

Im nordöstlichen Teil des Gartenschaugeländes wurde durch den Bund für Umwelt und Naturschutz Deutschland (BUND) ein Biotop angelegt. Dort fanden auf 2000 Quadratmeter die Hallenschauen und Veranstaltungen zu unterschiedlichen Themen statt. Neben einem Dauerprogramm folgten in zweiwöchigem Wechsel 26 gärtnerische Sonderschauen. Im „Treffpunkt Baden-Württemberg“ standen gärtnerische Ausstellungsthemen im Vordergrund, unter anderem: Ikebana und Bonsai, Beeren- und Kirschsortenschau, Florale Objekte und Textile Bilder – Florale Objekte. Weitere Ausstellungen gab es zur Flurbereinigung und deren Nutzen, zum Biotopschutz, zur Landschaftspolitik, zum Schutz des Menschen vor dem Wasser, zum Hochwasserschutz und die Vorstellung der Naturschutzkampagne Rettet die Frösche des BUND.
Die gestalterische Konzeption des Parks versuchte eine landschaftliche Bindung des Umlandes zu realisieren. Es gab eine Ausstellungsreihe zum Thema Wasser im neuen Wasserwerk im „Treffpunkt Baden-Württemberg“ und in der Eishalle. Dem Thema Land- und Forstwirtschaft trug man mit einem Lehrpfad Rechnung. Die Landwirte, deren Äcker (etwa 20 ha) man während der Gartenschau gepachtet hatte, pflanzten die Flächen mit Mais, Raps, Getreide, Klee und Sommerblumen an. Das Thema Weinbau war mit einem nachgestellten historischen Weinberg und einer neuzeitlichen Rebanlage vertreten. Dabei stellte man alte und neue Rebsorten, Kulturmethoden und Erträge von früher und heute gegenüber.
Neben einer Reihe von Skulpturen und weiteren Kunstinstallationen gab es ein Aktionswochenende Junge Künstler stellen sich vor und den Beitrag „Kunsthandwerk in Baden-Württemberg“ sowie Kunstausstellungen in der Villa Fehr und auf der Burg Rötteln zum Thema Kunst.

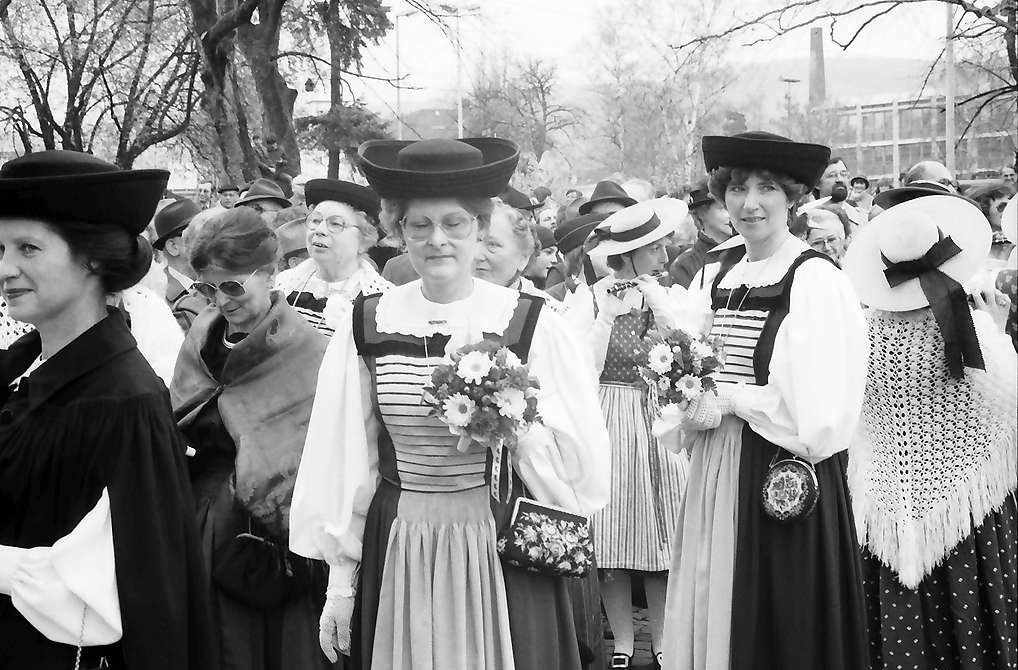
Trachtenumzug an der Landesgartenschau

Die Landesgartenschau behandelte auch weitere Themen in einer Reihe von Ausstellungen, darunter: Solidarität mit der Dritten Welt, Gesund und fit ins hohe Alter, Gesund bleiben – aktiv werden, Die Museen der Region stellen sich vor, zwei Aktionswochenenden der Landfrauen, Bundesverband für den Selbstschutz, Trachtenpuppen zum Kreistrachtenfest sowie der Schülerwettbewerb des Landtages von Baden-Württemberg „Mach’ mit“.

#### Veranstaltungen und Programme
Sowohl für Laien- wie Fachpublikum gab es verschiedene Veranstaltungen und Informationen. Dem Laienbesucher bot man donnerstags im „Treffpunkt Baden-Württemberg“ wöchentlich wechselnde Vorträge, Filme, Dia-Schauen zu den Themen Gartenanlage, Obst- und Gemüsebau, der Schädlingsbekämpfung und zum Naturschutz wie der Floristik dar. Für das Fachpublikum gab es im Zentrum an der Gärtnerinformation einen umzäunten Ausstellungsbereich für den fachlichen Austausch. Außerdem fanden im Gartenschaujahr in Lörrach mehrere gärtnerische Fachtagungen statt.
Mittwochs hielt man spezielle Aktivitäten für Kinder und Jugendliche ab. Neben einem Spiele-Nachmittag auf dem Spielplatz am „Treffpunkt Baden-Württemberg“ und „Grütt-Treff“ fanden Rollschuh-Discos in der Eishalle, Jugendnachmittage, Kinderpartys, Märchennachmittage, Puppentheater, Ferienprogramme und ein Kinderzirkus statt.
Neben den Aktionen und Programmen direkt auf dem Gartenschaugelände nutzten auch andere Einrichtungen das erhöhte Besucheraufkommen für besondere Veranstaltungen aus. Beispielsweise fand vom 6. bis zum 8. Mai 1983 eine Oldtimer-Auto-Rallye statt. Die Landesbausparkasse veranstaltete vom 11. bis zum 17. Juni ein mehrtägiges Radrennen für Amateure, das von Mannheim bis Lörrach lief. Die Schlussetappe von Bonndorf bis Lörrach endete an den Sportstätten im Grütt. Die Siegerehrung hielt man auf dem Landesgartenschaugelände ab. Darüber hinaus fand am 28. und 29. Juni der Badische Gärtnertag statt und vom 16. bis zum 18. September wurde das Turnfest Landesgymnaestrada abgehalten.
Am 20. Juli 1983 ehrte man den 500.000sten Besucher der Lörracher Landesgartenschau.

#### Kosten und Fazit
Nicht alle erforderlichen Flächen befanden sich im städtischen Besitz, Teile pachtete man für die Dauer der Veranstaltung. Die Kosten hierfür betrugen 7,4 Millionen DM. Eine externe Erschließungsmaßnahme war der Bau eines provisorischen Bahnsteiges am Bahnhof Haagen.
Der Investitionshaushalt wurde innerhalb des städtischen Vermögenshaushaltes abgewickelt. Zusammen mit dem Landeszuschuss in Höhe von 5 Millionen DM beliefen sich die Gesamtkosten auf 17.569.518 DM (entspricht einer heutigen Kaufkraft von 20.010.500 Euro). Kosten für flankierende Baumaßnahmen schlugen mit gut 8 Millionen DM zu Buche. Die Kosten gliedern sich grob in drei Hauptposten auf:
| Bauwerke, inklusive Wiese-Stege                | 3.043.740 DM  |
| Landschaftsbau, gärtnerische Anlagen, Pflanzen | 12.328.789 DM |
| Baunebenkosten                                 | 2.196.989 DM  |
|                                                | 17.569.518 DM |

Dem gegenüber standen Einnahmen aus dem Kartenverkauf in Höhe von 2.855.185 DM und aus Miete, Provisionen und Spenden von 1.887.061 DM. Die für die Stadt Lörrach zu tragende Unterdeckung belief sich auf rund 5,3 Millionen DM.
Neben 25.000 Dauerkarten verkaufte man 350.000 Einzelkarten und 450.000 Sonderkarten. Der reguläre Eintrittspreis betrug 7,50 DM, für Kinder von 6 bis 14 Jahren waren 3 DM zu bezahlen, eine Familienkarte kostete 17 DM. Ab 17:30 Uhr gab es einen um gut die Hälfte reduzierten Abendbeitrag.
Das Urteil über die Landesgartenschau fiel durchwegs positiv aus. Der Park sei für die Lörracher Bevölkerung nützlich, urteilte das Fachmagazin Heim + Garten, und beschrieb in einem mehrseitigen Artikel das Angebot der Landesgartenschau. Bezüglich der Kostenproblematik kam das Blatt zu dem Schluss, dass die Mittel für die Grünsicherung der Autobahnbrücke hätten ohnehin eingesetzt werden müssen. Allein durch das dauerhaft geschaffene Grün seien die Mehrausgaben gerechtfertigt. Trotz ausgebliebenem Besucherrekord müsse man den Beteiligten ein hohes Lob zollen, konstatierte das Fachblatt Deutscher Gartenbau in seiner August-Ausgabe 1983. Es sei eine progressive Lösung, in der Planung nicht das gesamte Gelände als Ausstellungspark gestaltet zu haben und auch die Trennung des Ausstellungsteils vom Landschaftspark sei gut gelungen. Dazu sei für eine Stadt wie Lörrach, die kein grünplanerisches Gesamtkonzept besitze, die Schaffung dieses Landschaftsparks eine bemerkenswerte Leistung, die ohne die Gartenschau in der Form nicht möglich gewesen wäre. Die Gartenabozeitschrift Mein schöner Garten nannte die Landesgartenschau in Lörrach die „kleine Schwester der IGA“, die im selben Jahr in München stattfand. So wohlwollend und lobend die Fachpresse das Ereignis im zeitüberdauernden Kontext sah, so kritisch urteilte die Lokalpresse über die unmittelbaren finanziellen Auswirkungen der Gartenschau. Das Oberbadische Volksblatt prangerte an, das kalkulierte Defizit habe sich nahezu verdoppelt und die Zahlen sollten der Öffentlichkeit vorenthalten werden. Ein „Schlussverkauf“ von während der Gartenschau verwendetem Inventar, solle wohl das Desaster in Grenzen halten. Der letzte Besuchstag der Landesgartenschau war der 17. Oktober 1983.

### Nach Ende der Landesgartenschau
Nach dem Ende der Gartenschau wandelte man bereits ab dem 1. Oktober 1983 auch den Ausstellungsbereich im Osten in einen öffentlichen Park um. Die Wiesen des Parks blieben als Wasserschutz- und Wassereinzugsgebiet teilweise naturbelassen. Da die städtischen Jugendverbände den „Jugendtreff Grütt“ ablehnten, wurde dieser in einen städtischen Kindergarten (aktuell: Waldorfkindergarten) umgewandelt.
Seit 1972 organisieren der SV Weil und der FV Lörrach-Brombach ein internationales Fußball-Nachwuchsturnier. Die Altersklassen der U10- bis U14-Junioren spielen dabei sowohl in der Halle wie auf dem Feld. Neben der Sporthalle der Markgrafenschule in Weil am Rhein finden die meisten Spiele in der südlich zum Grütt angrenzenden Wintersbuckhalle und den Kunstrasenplätzen am Grüttpark-Stadion statt. Teilnehmer des traditionellen Fußballturniers sind u. a. Nachwuchsmannschaften von FC Barcelona, Juventus Turin, FC Chelsea, Bayern München, Borussia Dortmund und FC Basel. Das Sponsoring der Sportveranstaltung wird seit einigen Jahren von einem Lörracher Immobilienunternehmen übernommen.

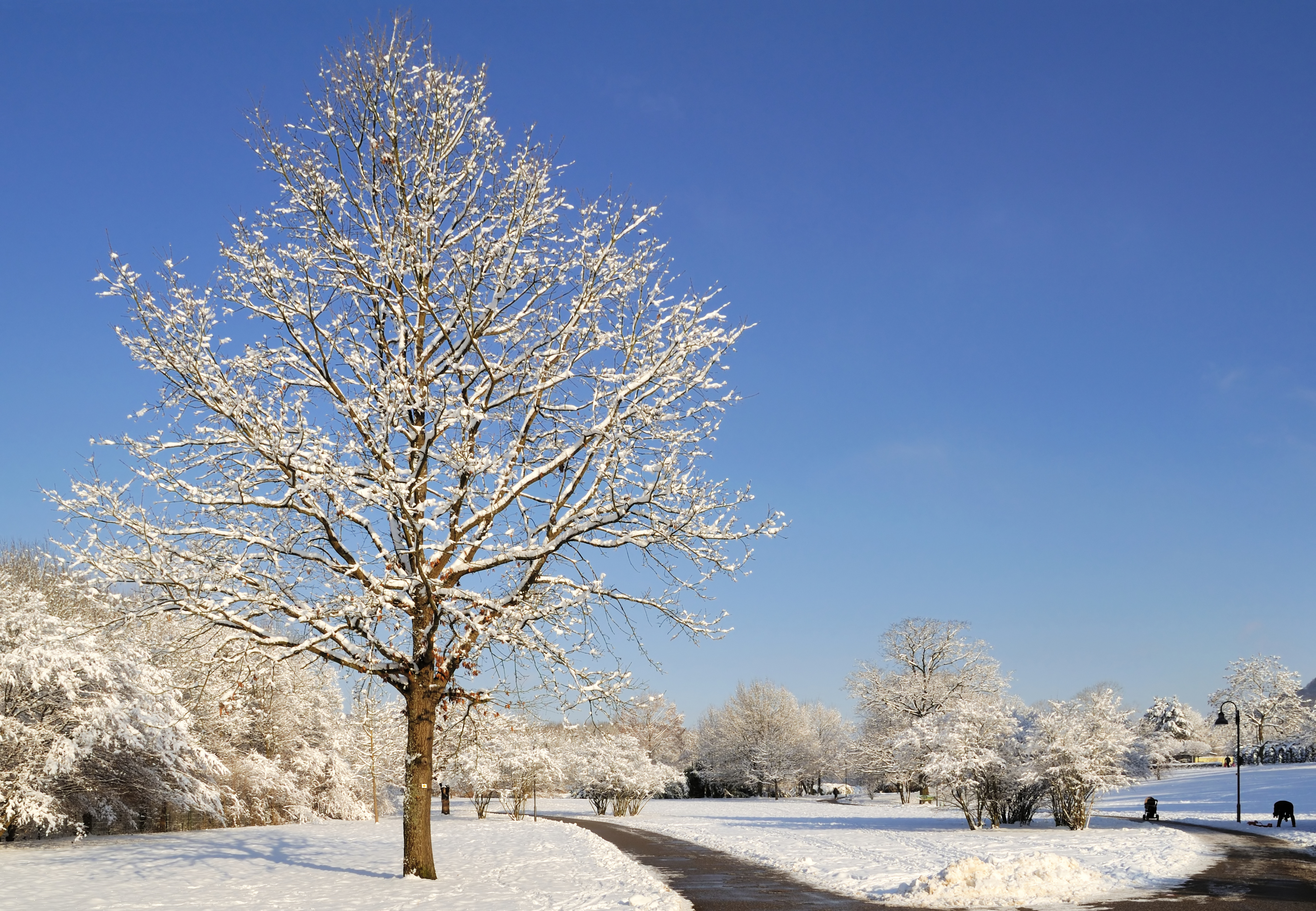
Grüttpark im Winter 2010

Von 2005 bis 2015 fand auf den Grünflächen im Nordteil das regionale Metal-Freiluftkonzert Baden in Blut statt. Da die Besucherzahl in den letzten Jahren stetig stieg und die Verschmutzung zunahm, gestattete die Stadt Lörrach das Festival nicht mehr im Wasserschutzgebiet. Der „Tag des Pferdes“ ist eine seit 1925 federführend vom Reiterverein veranstaltete Reitshow. Sie war ursprünglich ein Pferdemarkt und fand an wechselnden Standorten in Lörrach statt. Sie fand bis 2013 im Grüttpark statt. Mit mehreren tausend Besuchern hat sie eine Art Volksfestcharakter.
Seit 1997 wird im Grüttpark durch den TuS Lörrach-Stetten der „Grüttlauf“ veranstaltet mit einem 800 Meter langen Kurs für Kleinkinder und einem zehn und fünf Kilometer langen Hauptlauf. Start und Ziel ist das Grüttpark-Stadion. An der Veranstaltung nahmen 2019 rund 500 Läufer teil.
Am 17. Juni 2023 fand zum 40-jährigen Bestehen des Grüttparks ein Aktionstag statt, bei dem sich Sportvereine und Lörracher Institutionen präsentierten. Neben den Veranstaltungen wurden auch kostenfreie Führungen angeboten.

## Beschreibung und Nutzung

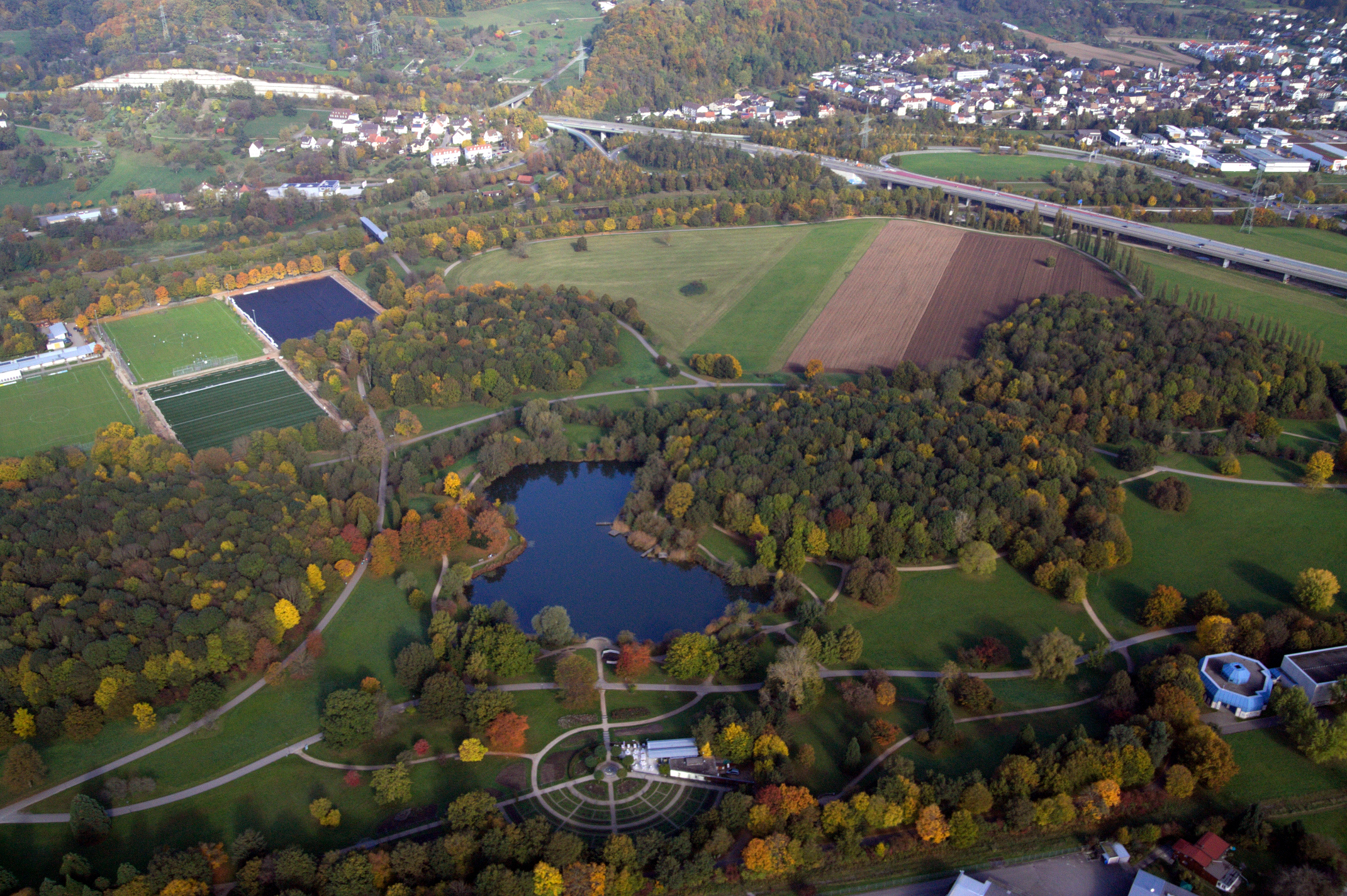
Luftbild des mittleren Parkteils mit dem Rosengarten, dem Grüttsee und den Schutzwäldern der Tiefenbrunnen. Ganz rechts am Bildrand das Wasserwerk

Der Landschaftspark im nördlichen Teil der Lörracher Kernstadt dient heute als Naherholungsgebiet. Neben Wegen für Spaziergänger und Fahrradfahrer führt ein Naturlehrpfad mit zehn Stationen durch die Anlage. Durch den Grüttpark verläuft außerdem ein Abschnitt des Hebel-Wanderwegs; eine Station befindet sich am Südufer des künstlich angelegten Grüttsees. Das teilweise asphaltierte und teilweise geschotterte Wegenetz im Park umfasst über zehn Kilometer.
Der Park ist eben, praktisch ohne natürliche oder künstliche Hügel. Der größte Teil des Parks liegt auf einer Höhe von 300 m ü. NN, der Grüttsee hat eine Höhe von 294 m ü. NN. Lediglich an den Rändern führen teilweise in sanften Rampen Wege zum – verglichen mit dem Stadtgebiet – etwas tiefer gelegenen Parkgelände.
Die 51 Hektar große Parkanlage unterteilt sich in folgende Teilflächen:
| Rasen- und Pflanzflächen | 42 ha  |
| Wasserflächen            | 2 ha   |
| Wege- und Platzflächen   | 5,5 ha |
| Gebäudeflächen           | 1,5 ha |

Am Ostrand des Grüttparks befindet sich eine Kleingartenanlage mit einer Fläche von rund 8000 Quadratmetern. Die Parzellen sind an einen Verein verpachtet. Die Verwaltung der Hütten mit Strom und Wasseranschluss obliegt der Stadt.

### Einrichtungen und Bauwerke

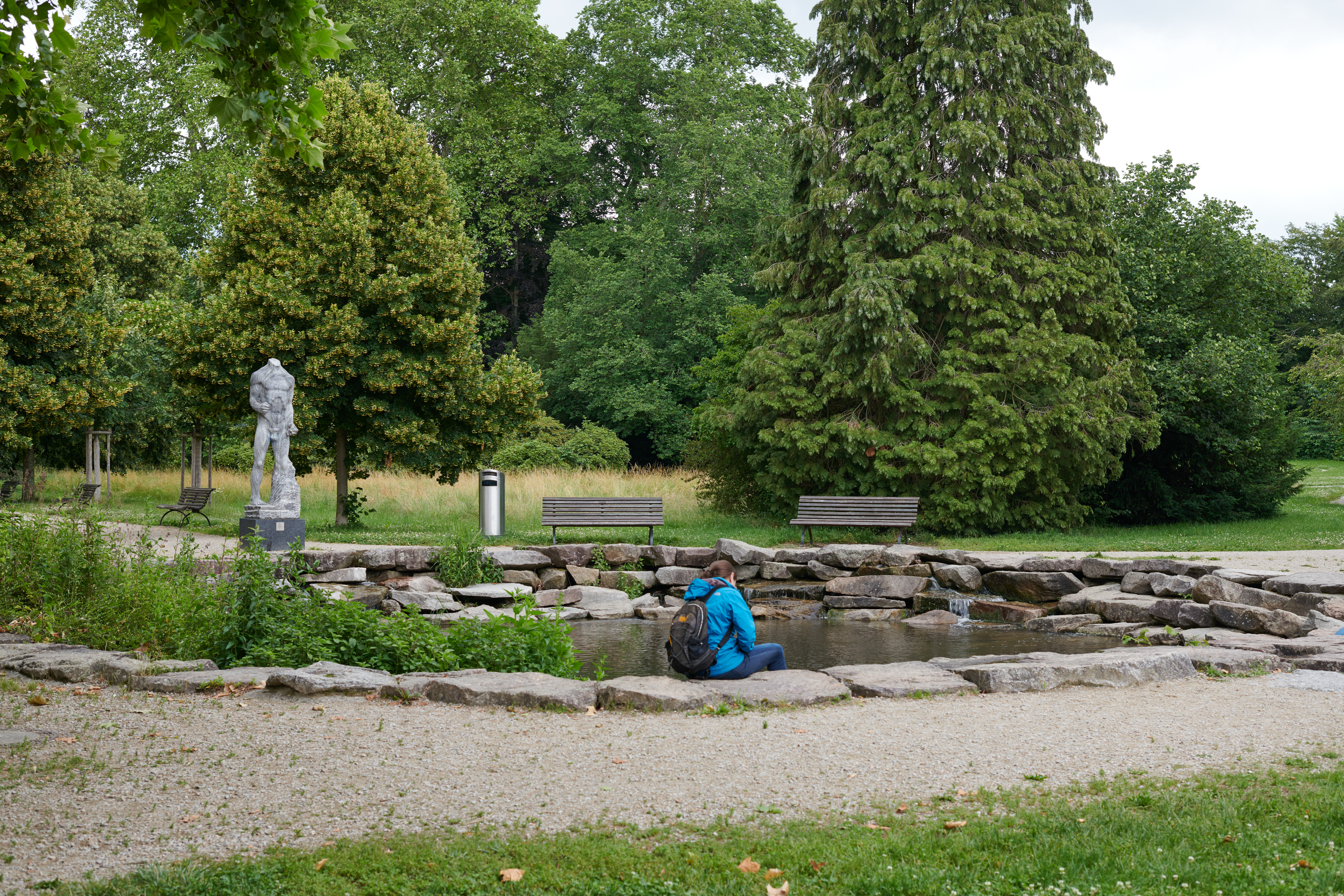
Quelltopf

Durch den Park und den Grüttsee fließt der Grüttbach. Beide Gewässer wurden künstlich angelegt. Der Grüttbach entspringt einem künstlichen, begehbaren Quelltrog. Der Bach fließt fast durch den kompletten Park von Nordost nach Südwest. Kleinere Stege und Brücken überqueren ihn. In der Parkanlage befinden sich vier als Pavillons gestaltete Schutzhütten. Eine Kneipp-Anlage am Bachlauf wurde 1982/83 als flankierende Maßnahme für die Gartenschau installiert.
Am westlichen Ende liegen ein 1970 eingerichteter Campingplatz mit Wohnmobilstellplätzen, Tennis- und Fußballplätze. Dort steht auch das 1964 bis 1966 erbaute Grüttpark-Stadion. In der Nähe des Haupteingangs zum Stadion befindet sich ein Restaurationsbetrieb.
Im südlichen Bereich steht neben einem Abenteuerspielplatz die St.-Peters-Kirche. Die moderne Kirche mit dem 42 Meter hohen Glockenturm steht etwas exponiert und ist fast im ganzen Park sichtbar. Der Kindergarten westlich der Kirche gehört zur katholischen Pfarrei. In der Nähe des Grüttparkstadions befindet sich ein Waldorfkindergarten, der von 2020 bis 2022 umgebaut wurde. Östlich der Kirche ist ein Rosengarten; daneben befindet sich ein Café.
Weitere kleine Kinderspielplätze liegen im östlichen Teil des Parks. Mit einem Seilfloß für Kinder knapp 50 Meter südlich vom Quelltopf kann man sich mit der eigenen Muskelkraft über den Grüttbach ans gegenüberliegende Ufer ziehen.
Durch den Landschaftspark Grütt verlaufen drei Stromleitungen, die teilweise zu den überregionalen Stromtrassen gehören. Die hohen Freileitungsmasten stehen im Ostteil des Parks über dem Wiesental.

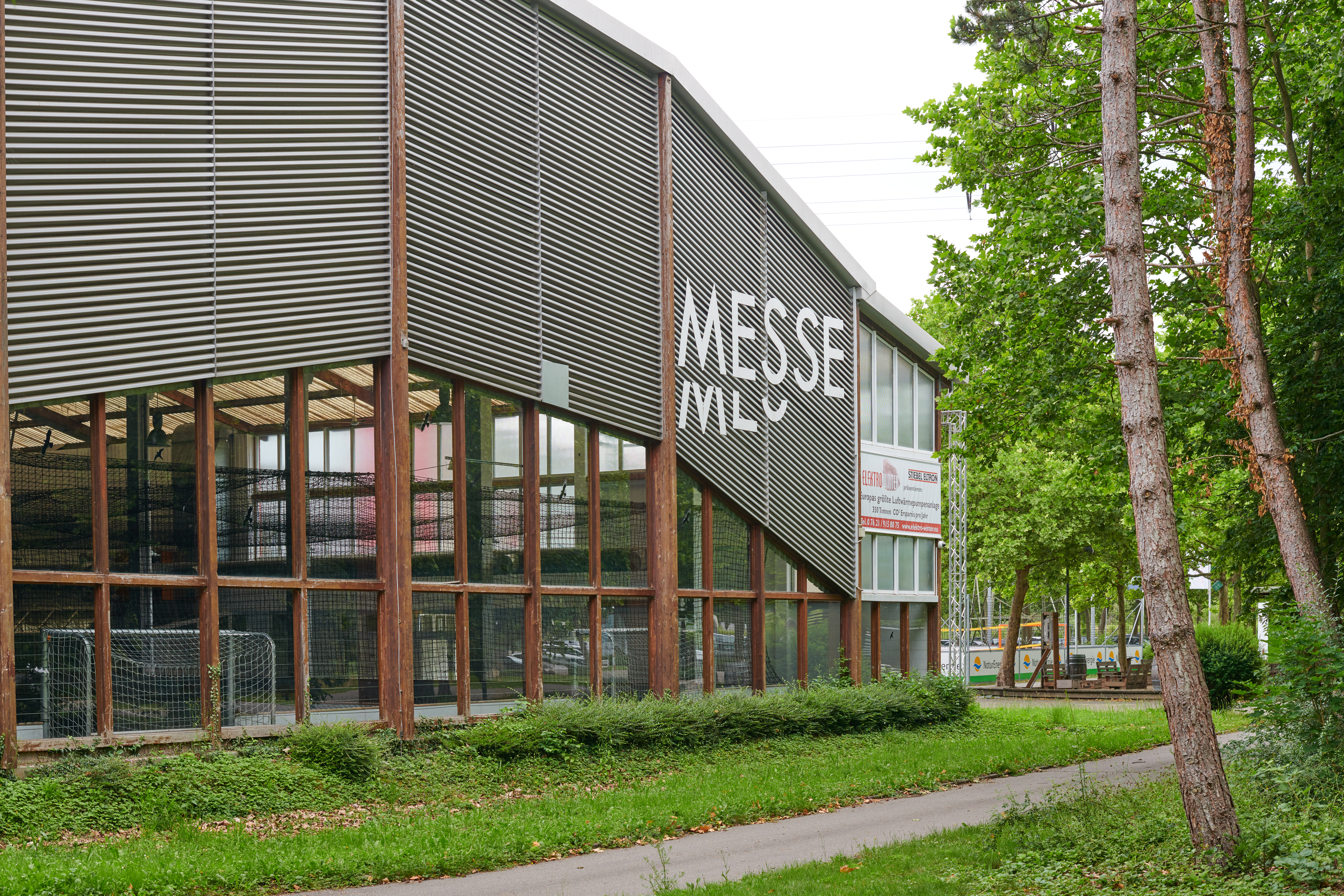
Messehallen

Der größte Gebäudekomplex am Grüttpark sind das Sport- und Freizeitzentrum und die Messehallen am Nordostrand des Geländes. Neben einem Hotel sind dort mehrere Sporthallen untergebracht, die unter anderem die Indoor-Ausübung von Tennis, Badminton, Squash, Fußball, Bowling und Kegeln ermöglichen. Im Außenbereich sind Anlagen für Beachsoccer und Beachvolleyball vorhanden. Außerdem ist in dem Gebäude eine Taekwon-Do-Schule und ein Fitnessstudio untergebracht.
Nordwestlich des Freizeit- und Messezentrums steht die im Jahr 1900 erbaute Villa Feer auf dem Parkgelände. Sie war bis 1983 im Privatbesitz und wurde zur Landesgartenschau von der Stadt Lörrach als Restaurant umgebaut. Seit 2005 ist das Haus nicht mehr im Besitz der Stadt, dient aber nach wie vor als Restaurant. In einem Nebengebäude der Villa – dem ehemaligen Ökonomietrakt – ist das Vereinshaus des Jazzclub Lörrach mit dem Clublokal Jazztone untergebracht. Während seines 60-jährigen Bestehens traten international bekannte Jazzkünstler auf. Auch das Jazzlokal wurde im Zuge der Landesgartenschau 1983 ins Leben gerufen.
Im Jahr 1984, ein Jahr nach der Landesgartenschau, fand die erste REGIO-Messe, damals mit fünf Hallen, auf dem Messegelände im Grütt statt. Mittlerweile hat die Messe drei permanente Hallen, die bei Bedarf um temporäre Zelthallen erweitert werden. Die REGIO-Messe ist die größte Messe in Lörrach. Sie hat eine Ausstellungsfläche von 29.000 Quadratmetern und wird von über 400 Ausstellern beschickt. Die Messehallen befinden sich in unmittelbarer Nachbarschaft des Sport- und Freizeitzentrums. Der an die Hallen nördlich angrenzende Festplatz wird außerhalb von Messen für Zirkus-Gastspiele oder anderen Freiluftveranstaltungen genutzt.

### Grüttsee und -bach

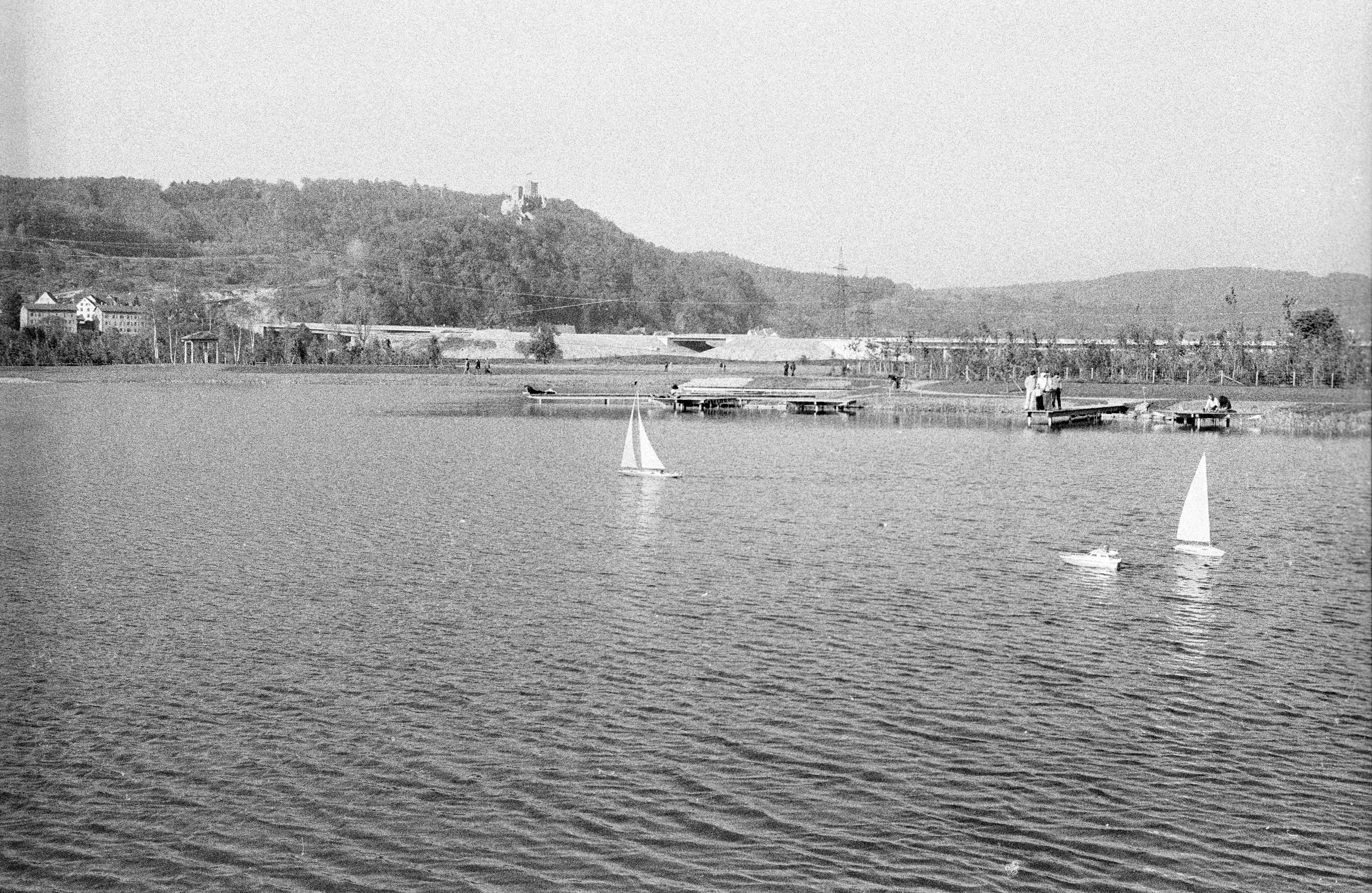
Grüttsee 1982: mit noch sehr spärlicher Ufervegetation

Das Gewässersystem des Grütts wird unter anderem durch die Heilisauquellen gespeist. Die Quellen auf rund 340 Meter Höhe liegen etwa 50 Meter höher als der Park und werden von den unterirdisch fließenden Bächen nördlich in den Park eingeleitet und südlich wieder ausgeleitet. Der von Norden nach Süden fließende, etwa 2 Kilometer lange Grüttbach tritt aus einem künstlich angelegten Quelltopf in der Nähe der Messehallen hervor.
In der Mitte des Parks liegt der rund 12.000 Quadratmeter große und nur wenige Meter tiefe Grüttsee. Sein Seespiegel ist auf 294 m ü. NN Höhe angelegt. Ursprünglich war zur Landesgartenschau ein zweiter, etwa 3100 Quadratmeter großer See („Modellbootsee“) geplant, um den Grüttsee nicht durch Freizeitaktivitäten zu stören. Aus ökologischen Gründen verzichtete man später bei der Planung auf diesen zweiten Flachsee. Im Grüttsee ist nach der Umweltschutzverordnung das Baden, Bootfahren, Surfen, Fischen, die Benutzung von Modellbooten sowie das Eislaufen und Betreten von Eisflächen verboten.
Der Grüttsee erhielt nach etwa 27 Tagen der Zuleitung Anfang September 1982 seinen maximalen Stand.

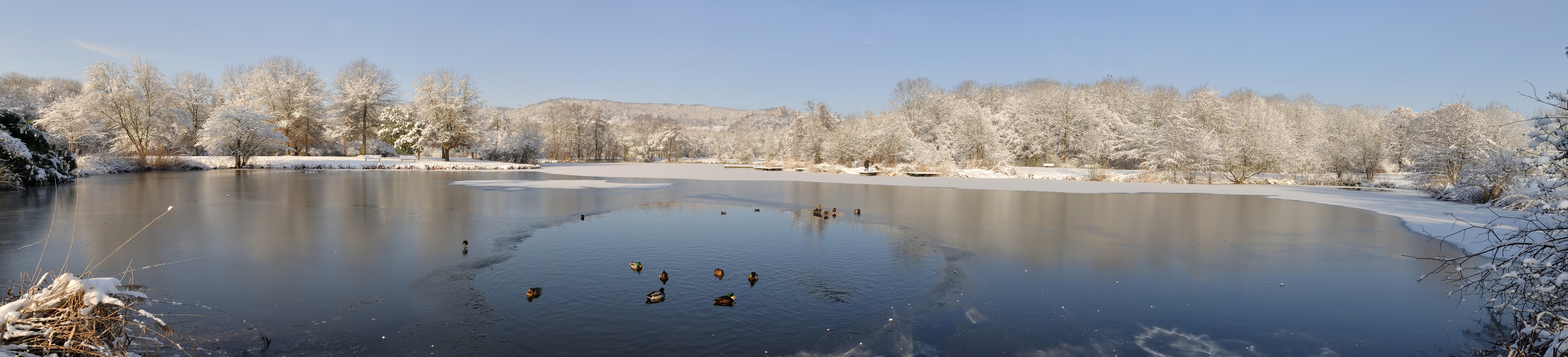
Grüttsee im Winter mit Blick zur Burg Rötteln (2010)

### Rosarium

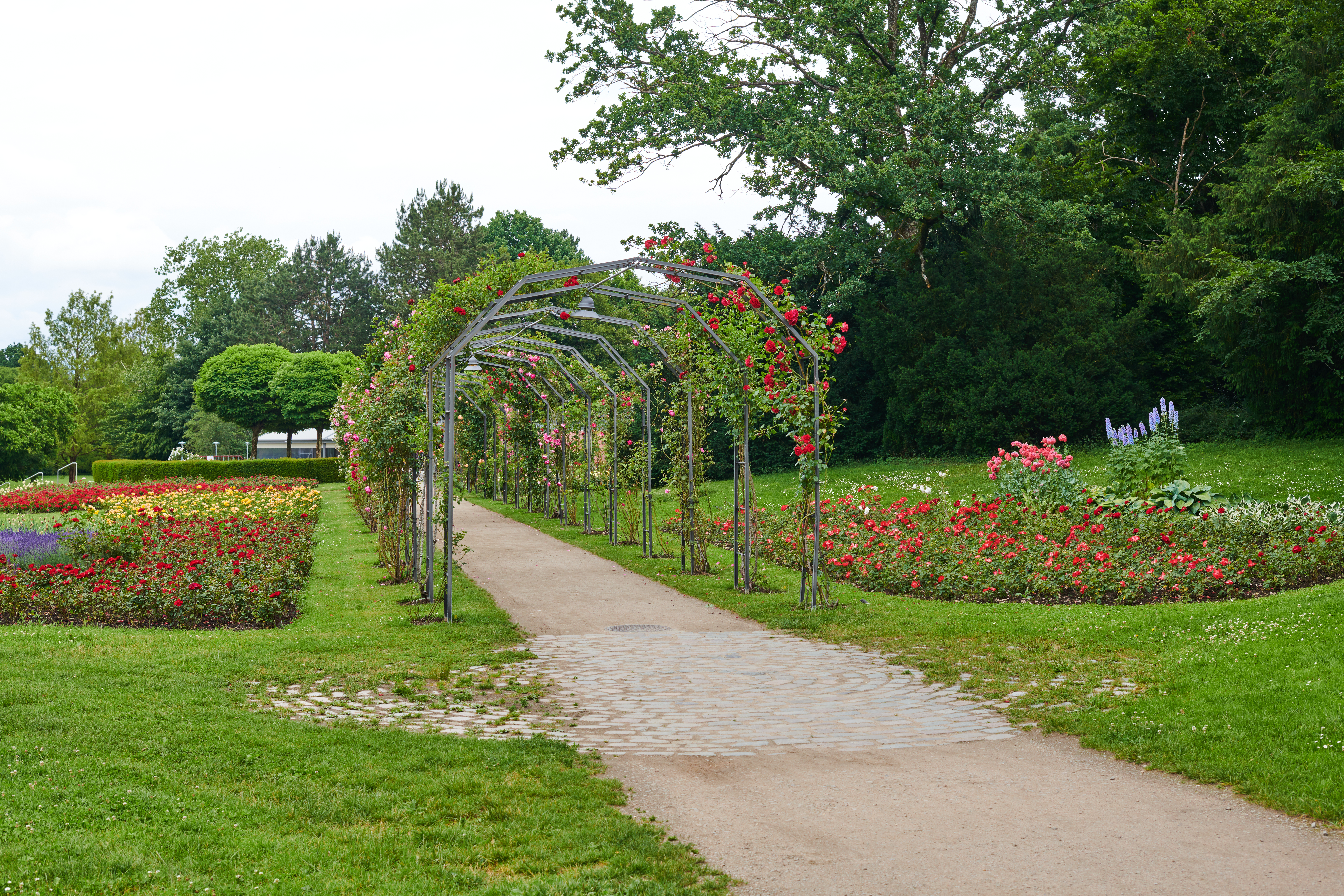
Blick zum Rosengarten

Südlich des Grüttsees liegt an einer Niederterrassenkante der etwa 1 Hektar große Rosengarten, dessen Standort aufgrund der städtischen Schutzverordnung festgelegt wurde. Das Rosarium enthält etwa 2500 Rosenbüsche aus 170 Arten und Sorten, die verschiedene Formationen ergeben. Im Hang zum See pflanzte man rund 7500 Rosen aus 30 Arten. Den verschiedenen Rosenklassen dienen unterschiedliche Rankhilfen und Gerüste. Der Hauptgang unter einem Rosenbogen führt zum Café Rosengarten. Die Beetformen sind quadratisch, rechteckig und rund. Im Zentrum des Rosengartens steht ein Brunnen des Freiburger Künstlers Bollin. Den Platz umsäumen zehn Kugelakazien. Von dort führen sternförmig Wege zu den halbkreisförmig angelegten Beeten. Die Beete, die im Sommer vielfältige Farben und Formen aufweisen, sind durch grüne Rasenflächen getrennt. Der Rosengarten ist in Richtung Wohnbebauung mit Eiben, Eichen, Hainbuchen und Japanischen Zierkirschen begrenzt.

### Flora

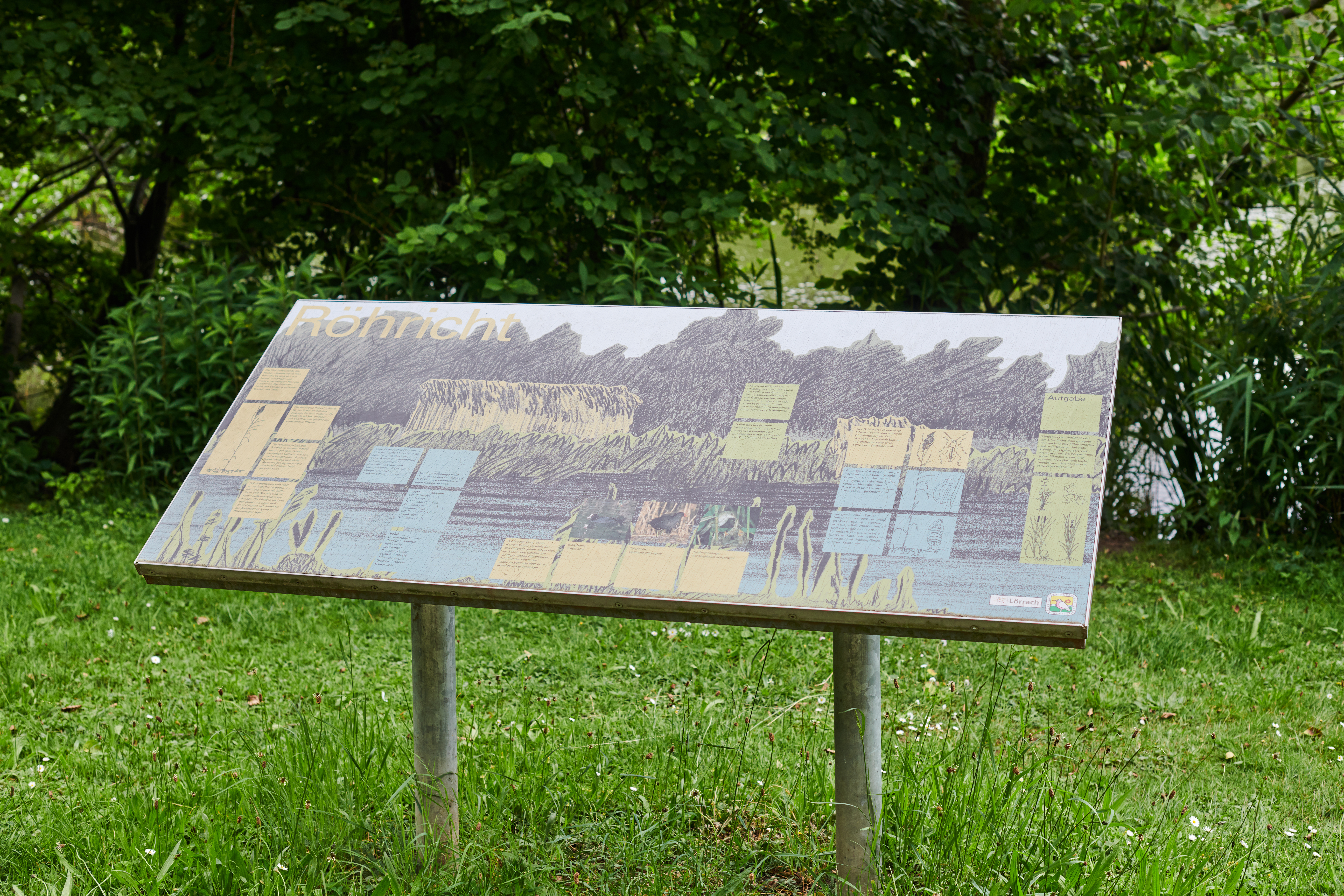
Station und Infotafel des Naturlehrpfads am Grüttsee

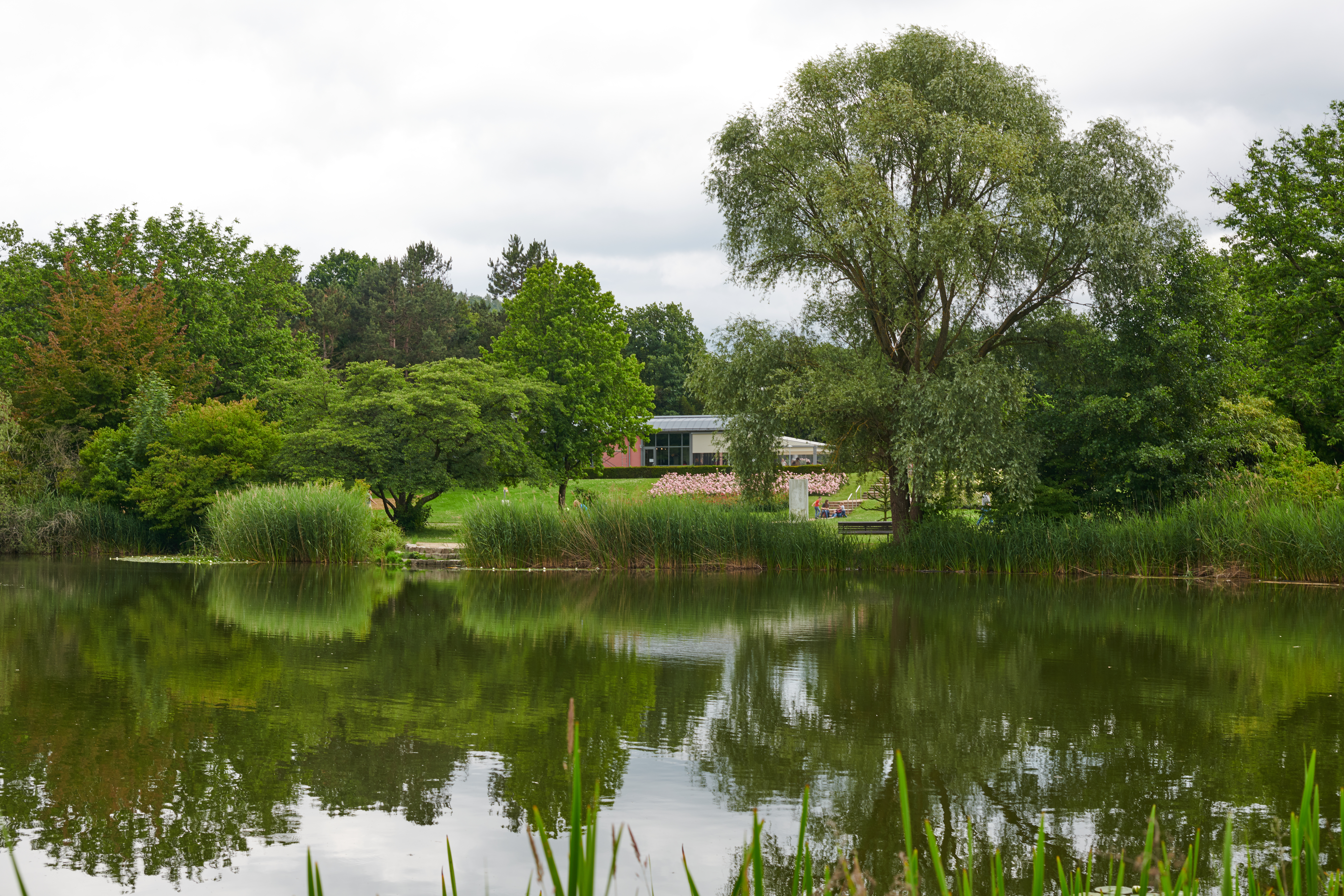
Ufervegetation des Grüttsees

Der Landschaftspark Grütt, der naturräumlich noch zum Markgräfler Hügelland bzw. zu den Ausläufern des Dinkelbergs gehört, zeichnet sich durch weiträumige Wiesenflächen aus. Die Rasen- und Pflanzenflächen machen über 80 % der gesamten Parkfläche aus. Insbesondere um den Grüttsee und am Quelltopf des Grüttbachs umsäumen Pflanzen die Gewässer. Am Grüttsee geht durch Röhricht die Wasser- zur Landfläche über. Heimische und exotische Bäume und Sträucher bilden die pflanzliche Vielfalt der Anlage. Entlang des Weges in Richtung Wasserwerk befinden sich mehrere Mammutbäume (u. a. Riesenmammutbaum, Urweltmammutbaum). Gegenwärtig stehen rund 60.000 Bäume und Sträucher aus rund 60 Arten im Grüttpark – zur Landesgartenschau waren es rund 25.000. Neben den heimischen Pappeln und Erlen gibt es im Grütt Bitterorangebäume, Sumpfzypressen, Mispeln, Schlangenhautahorn und Ginkgobäume.
Sowohl der naturnahe Bachlauf des Grüttbachs und das Feldgehölz am Grüttsee sowie zwei kleineren Randgebiete sind nach § 30 Bundesnaturschutzgesetz (BNatSchG) und § 33 Naturschutzgesetz Baden-Württemberg (NatSchG) am 20. Oktober 1993 durch das Land Baden-Württemberg als Biotope kartiert, insgesamt sind es rund 1,32 Hektar geschütztes Gebiet. Der renaturierte Bachlauf ist zwischen drei und vier Meter breit und nur an wenigen Stellen mit Steinen befestigt. Er enthält teilweise kleine Stufen und Kiesbänke. Die angepflanzten Galeriewäldchen, zum überwiegenden Teil aus Grau-Erlen, sind sehr mit Lücken durchsetzt, so dass sie keine Auwälder sind. In Biotopen sind vor allem folgende Pflanzenarten anzutreffen: Schwarz-Erle, Grau-Erle, Gelbe Schwertlilie, Rohrglanzgras, Sal-Weide und Gewöhnlicher Schneeball.
Folgende Flächen stehen im Park unter besonderem Schutz:
| Biotop-Nr.   | Biotop                                                  | Fläche (ha) | Anzahl Teilflächen |
| ------------ | ------------------------------------------------------- | ----------- | ------------------ |
| 183123360004 | Naturnaher Bachlauf Landesgartenschau-Gelände           | 0,5081      | 10                 |
| 183113360012 | Naturnaher Bachlauf im Landesgartenschau-Gelände (West) | 0,0859      | 2                  |
| 183123360060 | Feldgehölz am Grüttsee                                  | 0,2733      | 1                  |
| 183123360061 | Verlandungsbereich am Grüttsee                          | 0,1162      | 5                  |
| 183123360062 | Feldgehölz an der Lörracher Straße                      | 0,1363      | 1                  |
| 183123360063 | Feldgehölz „Rainmatten“                                 | 0,2017      | 2                  |

### Skulpturen und weitere Installationen
Im Park, insbesondere im Ostteil, sind Skulpturen, andere Kunstwerke und weitere Installationen aufgestellt.
- Die Skulptur Hüter des Wassers von Konrad Winzer von 1983 steht am künstlichen Quelltopf des Grüttbachs. Am Ufer weist das 2,50 Meter hohe und 1200 Kilogramm[72] schwere Kunstwerk aus Wachauer Marmor auf die Schutzwürdigkeit des Elementes Wasser hin.(Lage)
- Die Bronzeskulptur auf einem Steinsockel Begegnung der Formen stammt von Herbert Bohnert aus Lörrach-Haagen, der sie von 1982 bis 1983 schuf. (Lage)

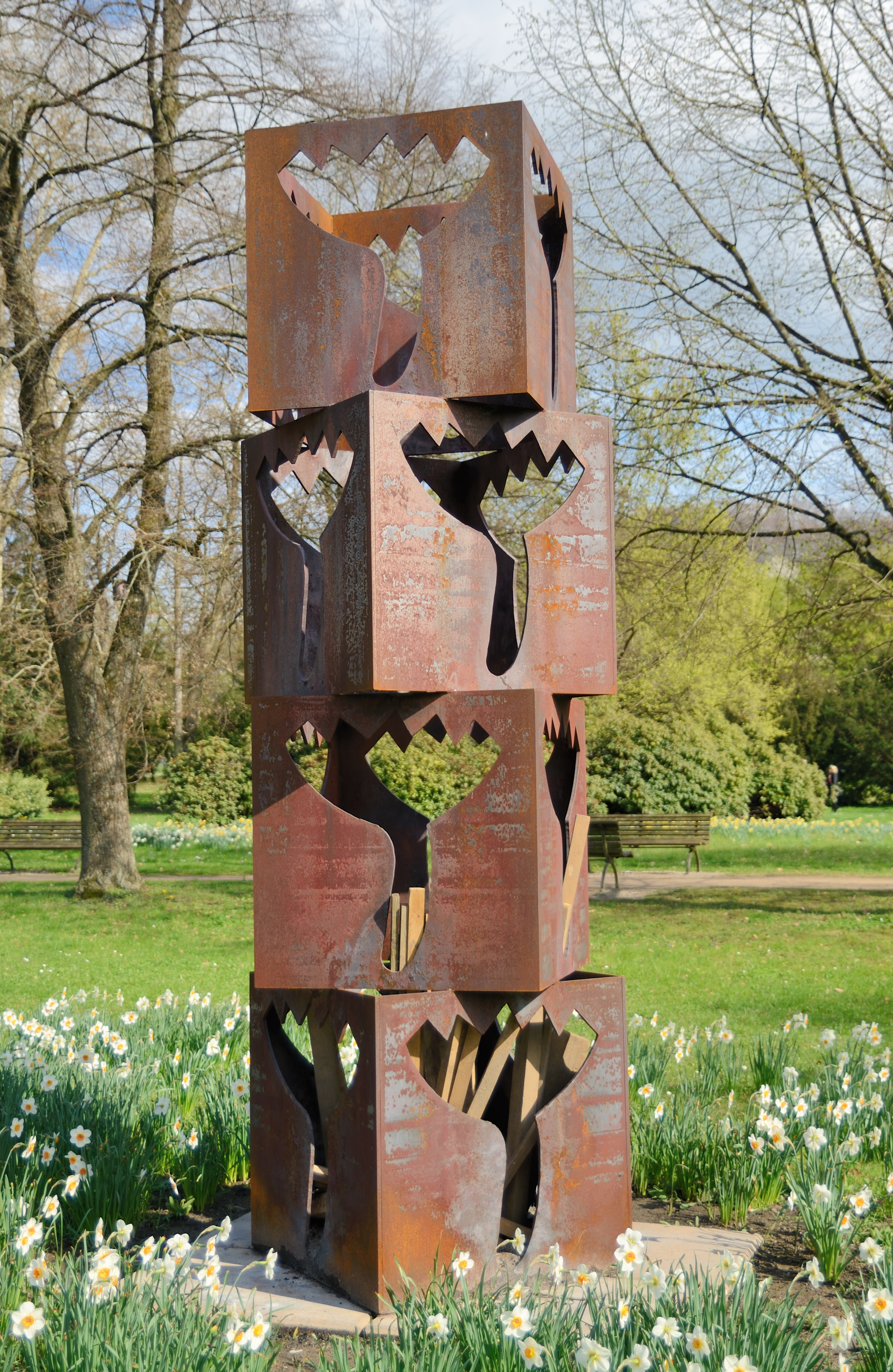
Feuer-Tulpen-Turm

- Vier aufgetürmte, von stilisierten Tulpenmotiven ausgestanzte Würfel bilden die Skulptur Feuer-Tulpen-Turm von Max Meinrad Geiger aus Inzlingen. Das Kunstwerk wird zweimal jährlich, zur Sommer- und zur Wintersonnenwende, mit Holzscheiten gefüllt und angezündet. Das Feuerspektakel wird oft musikalisch untermalt.[73] (Lage)
- Am Ostrand des Grüttparks gibt es ein Rasenlabyrinth mit sieben Umgängen entlang einer Achse. Es entstand vom 7. bis 29. Mai 2001 im Rahmen des REGIO-Mädchenprojektes Herzklopfen von Schülerinnen und Schülern sowie Unterstützern in zwei Wochen gemeinschaftlicher Arbeit. Im Durchmesser von 20 Metern beherbergt es einen 300 Meter langen und 70 Zentimeter breiten Pfad, der durch tiefe Spatenstiche entstand und der mit Granitsplit aufgefüllt wurde.[74] (Lage)
- An einem zentralen Wegkreuzungspunkt im Südteil des Parks, unweit der Peterskirche, steht eine Statue des Franz von Assisi. Die Steinskulptur eines unbekannten Künstlers trägt die Aufschrift „Gelobt seist du Herr durch all deine Geschöpfe“ – ein Franz von Assisi zugeschriebenes Zitat. (Lage)
- Das südliche Eingangstor zum Landschaftspark Grütt, bestehend aus drei mehrere Meter hohen parallelen Holzrahmen, die von Pflanzen überwuchert sind, hat Manfred Morlock aus Schallstadt gestaltet. (Lage)
- In der Mitte des Rosengartens steht im Zentrum von konzentrisch angelegten Wegen ein Wasserspiel des Künstlers Jörg Bollin. (Lage)
- Ebenfalls im Rosengarten, am Rand des äußeren halbkreisförmigen Umgangs, befinden sich drei Brunnenplastiken aus Carrara-Marmor, gestaltet von Hans-Peter Wernet aus Freiburg. (Lage, Lage, Lage)
- Am 10. Oktober 1988 weihte man einen Gedenkstein zur Erinnerung an den Mitte der 1950er Jahre abgetragenen Flugplatz Lörrach und den Flugzeugabsturz am 7. Januar 1925 im Grütt ein. Auf dem Naturstein sind eine bronzene Inschriftentafel und ein dreiflügeliger Propeller angebracht. Das Denkmal steht in der Nähe des Eingangs zum Grüttpark-Stadion.[75] (Lage)

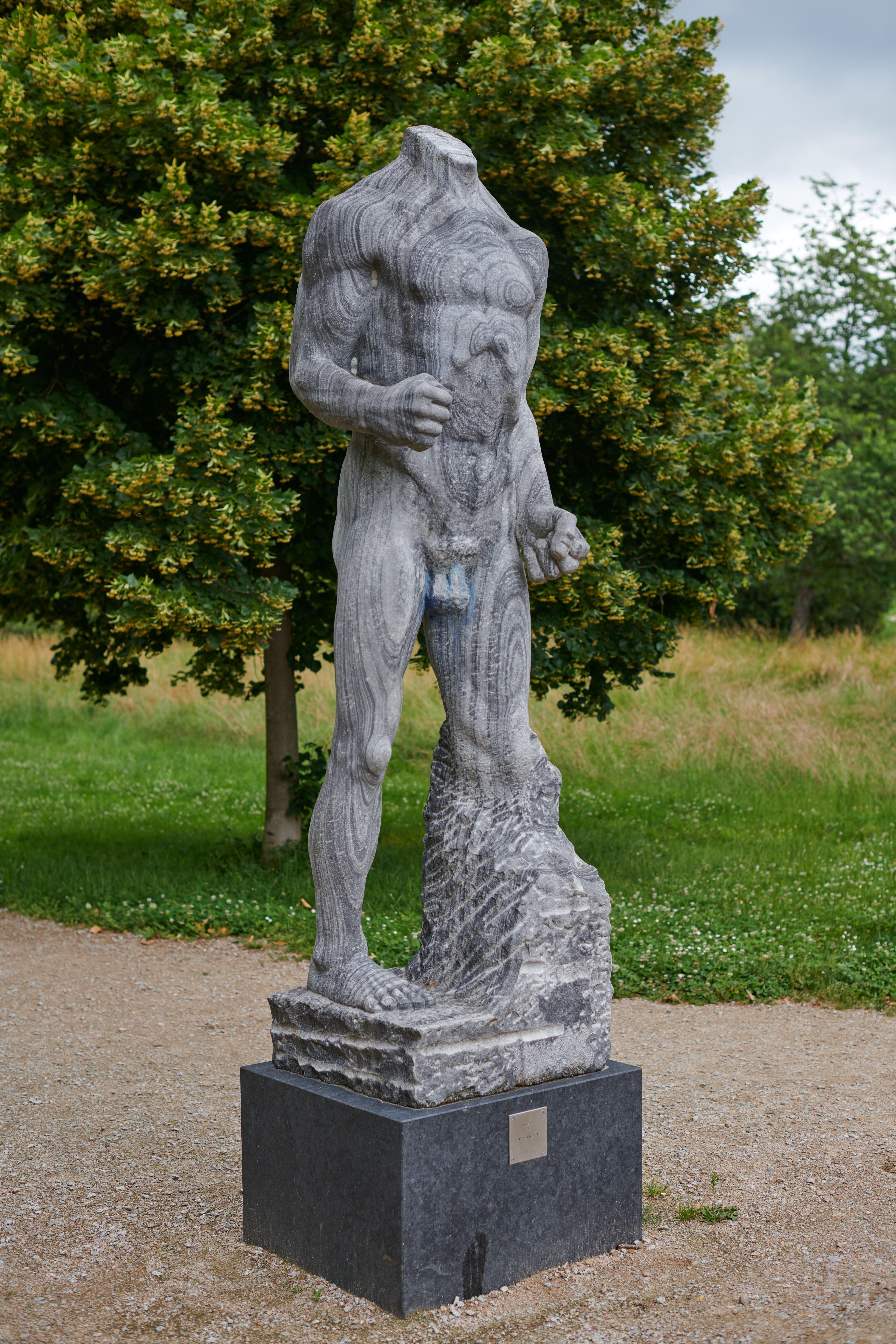
Hüter des Wassers
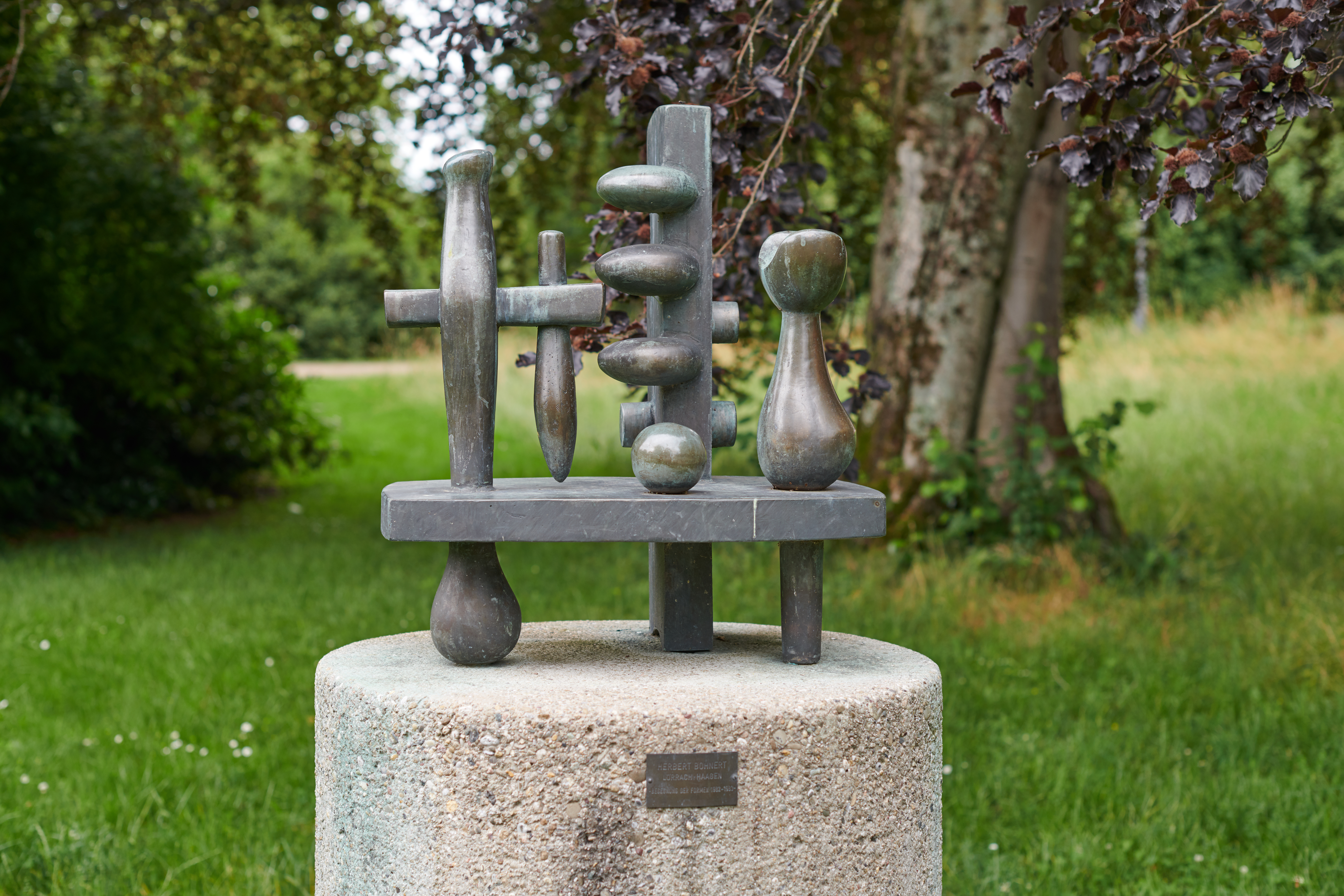
Begegnung der Formen
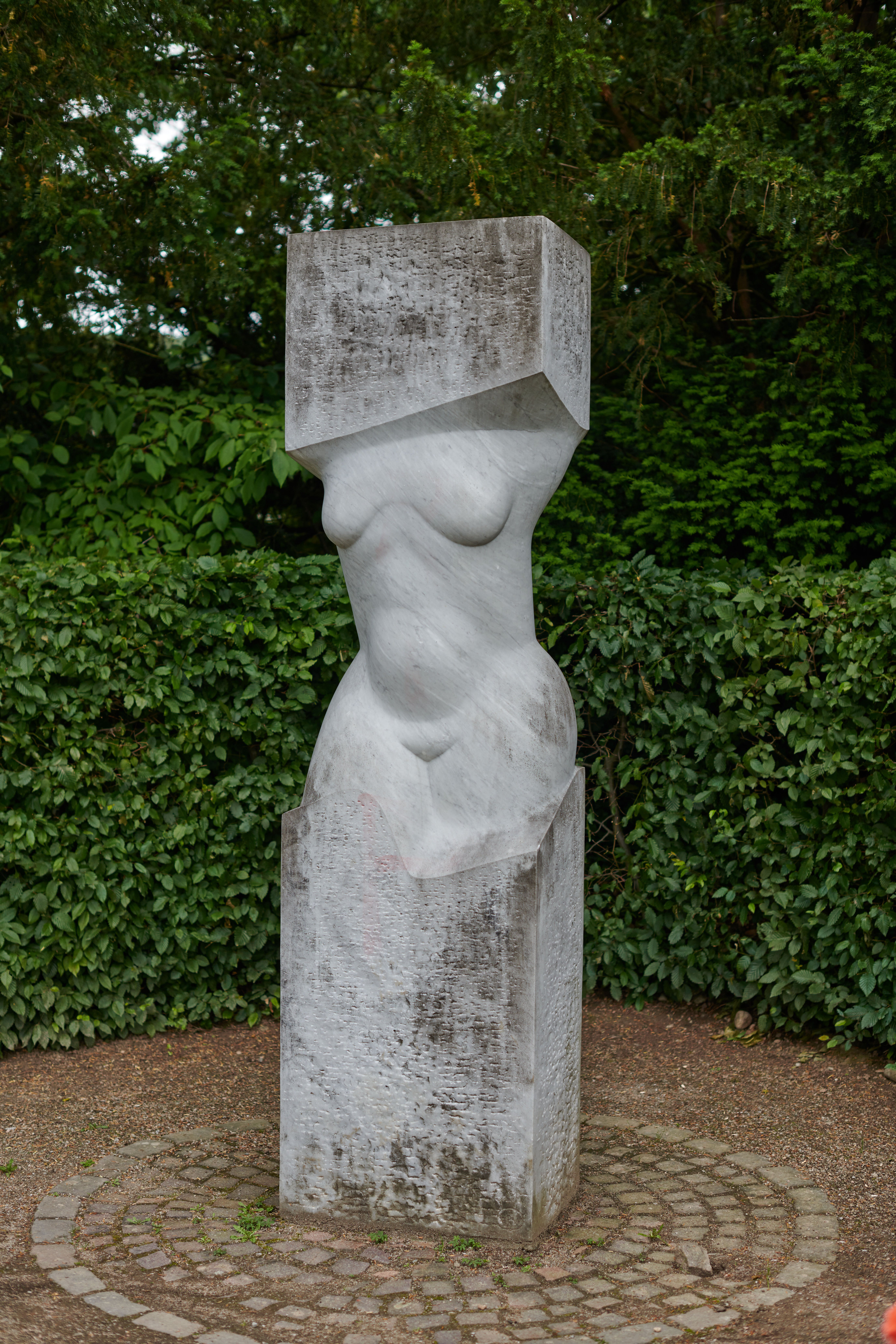
Brunnenplastik am Rosarium
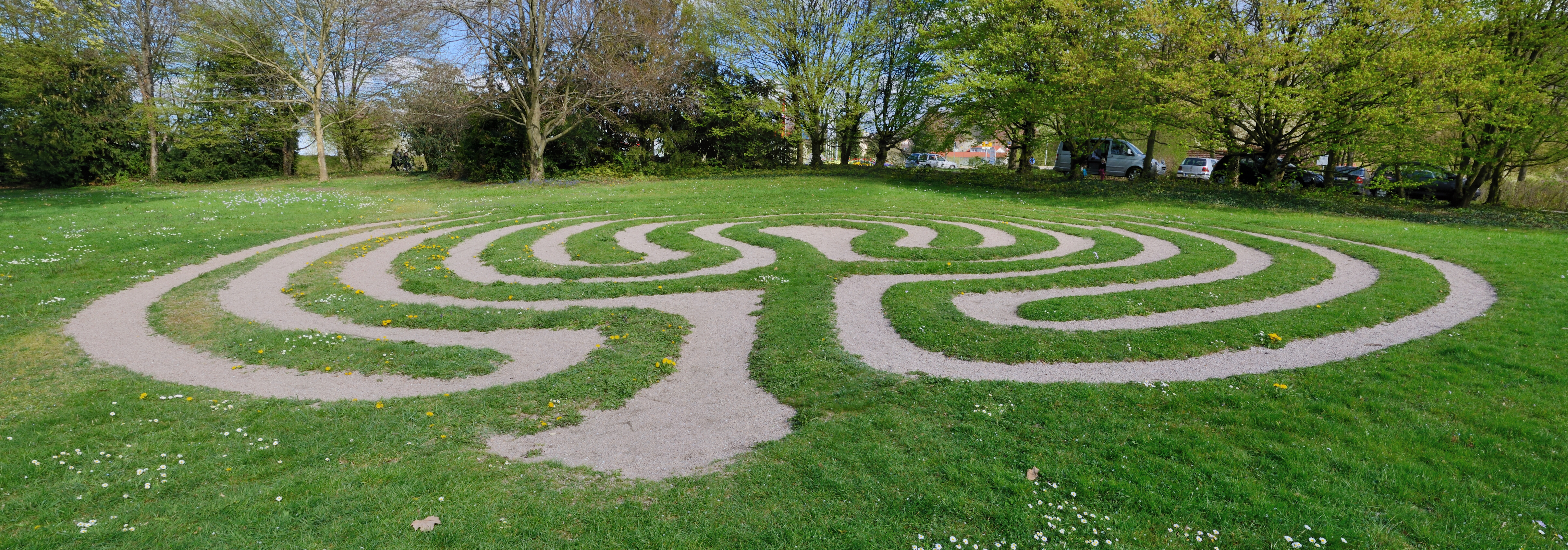
Rasenlabyrinth
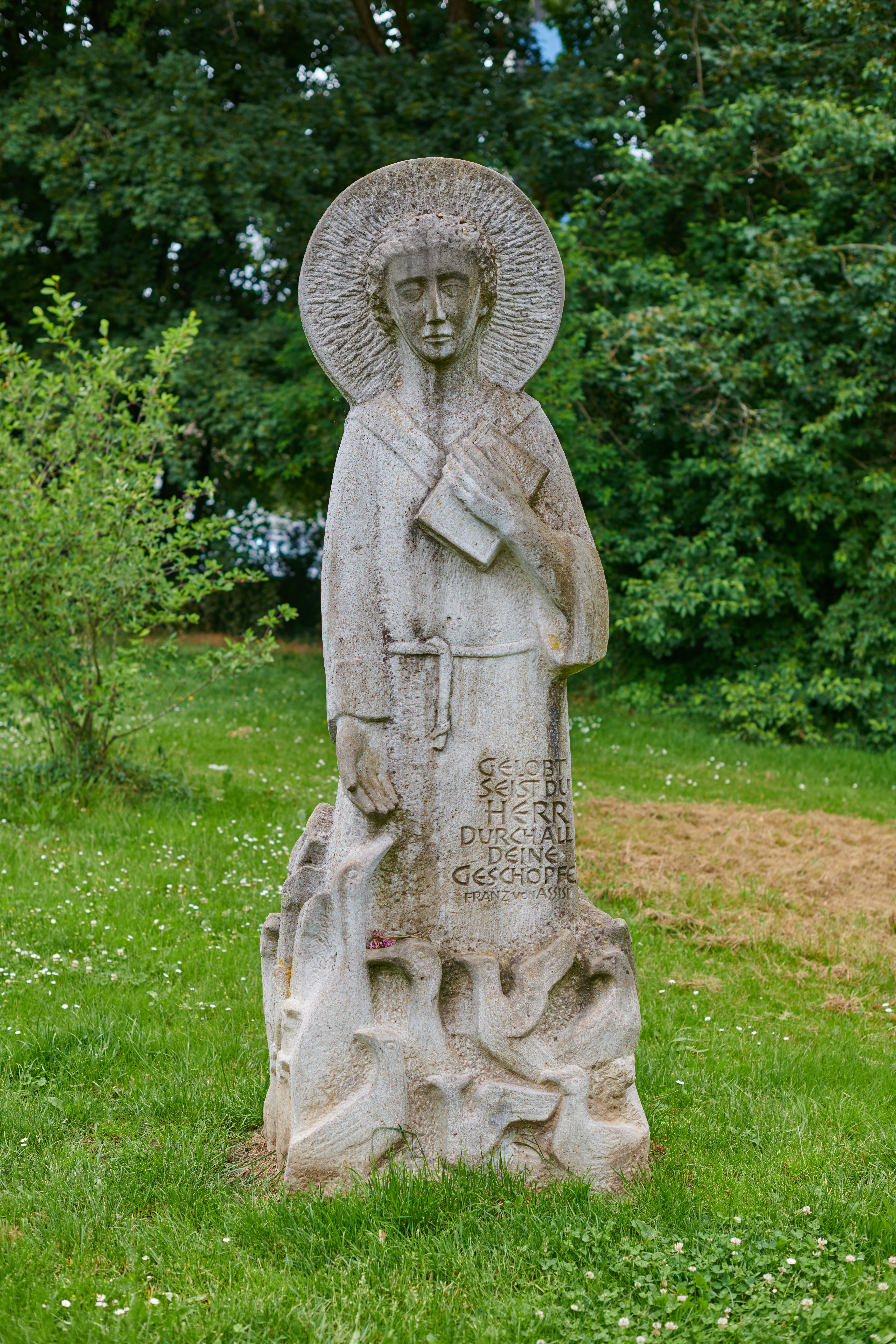
Statue des Franz von Assisi
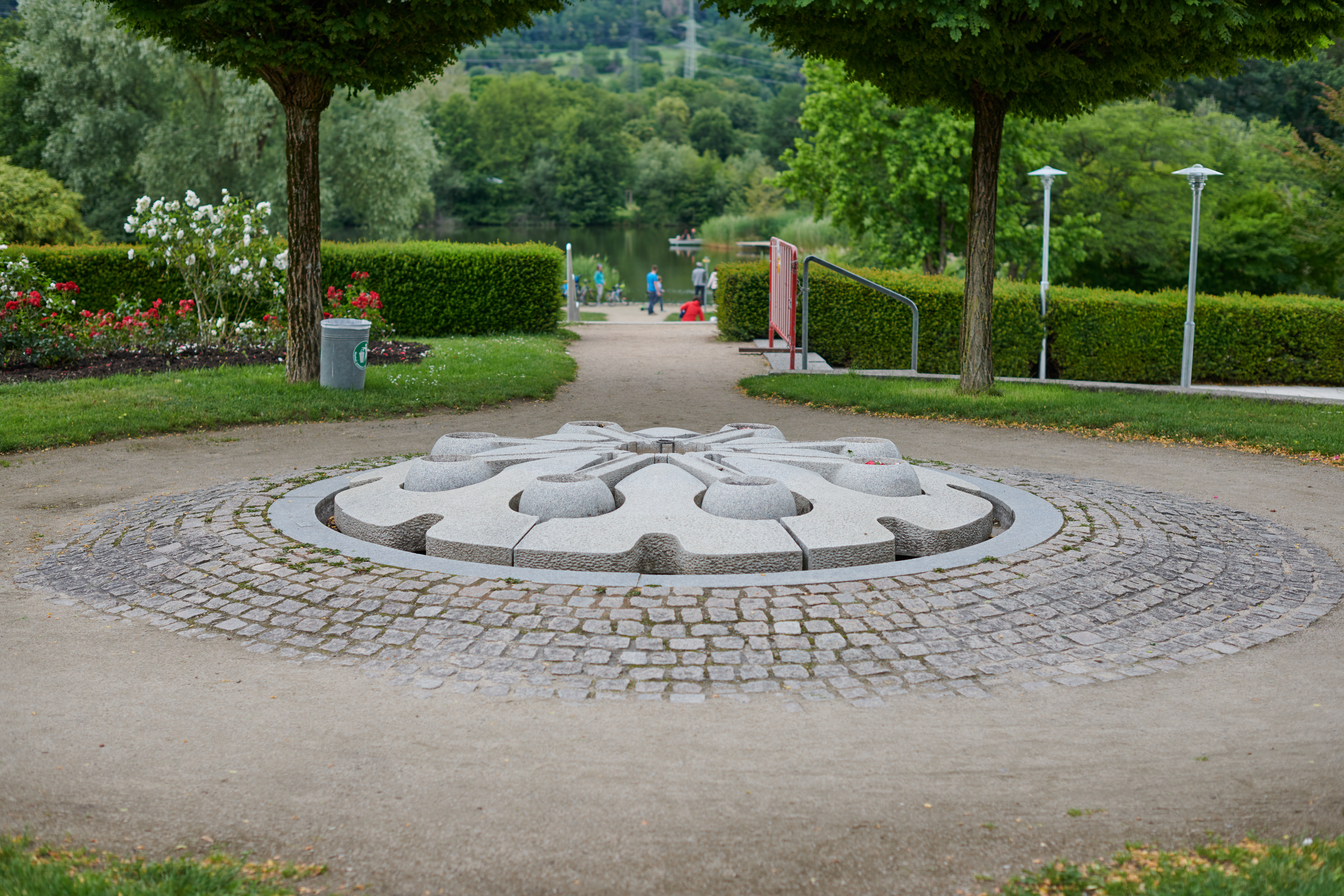
Wasserspiel Rosarium

### Wasserversorgung

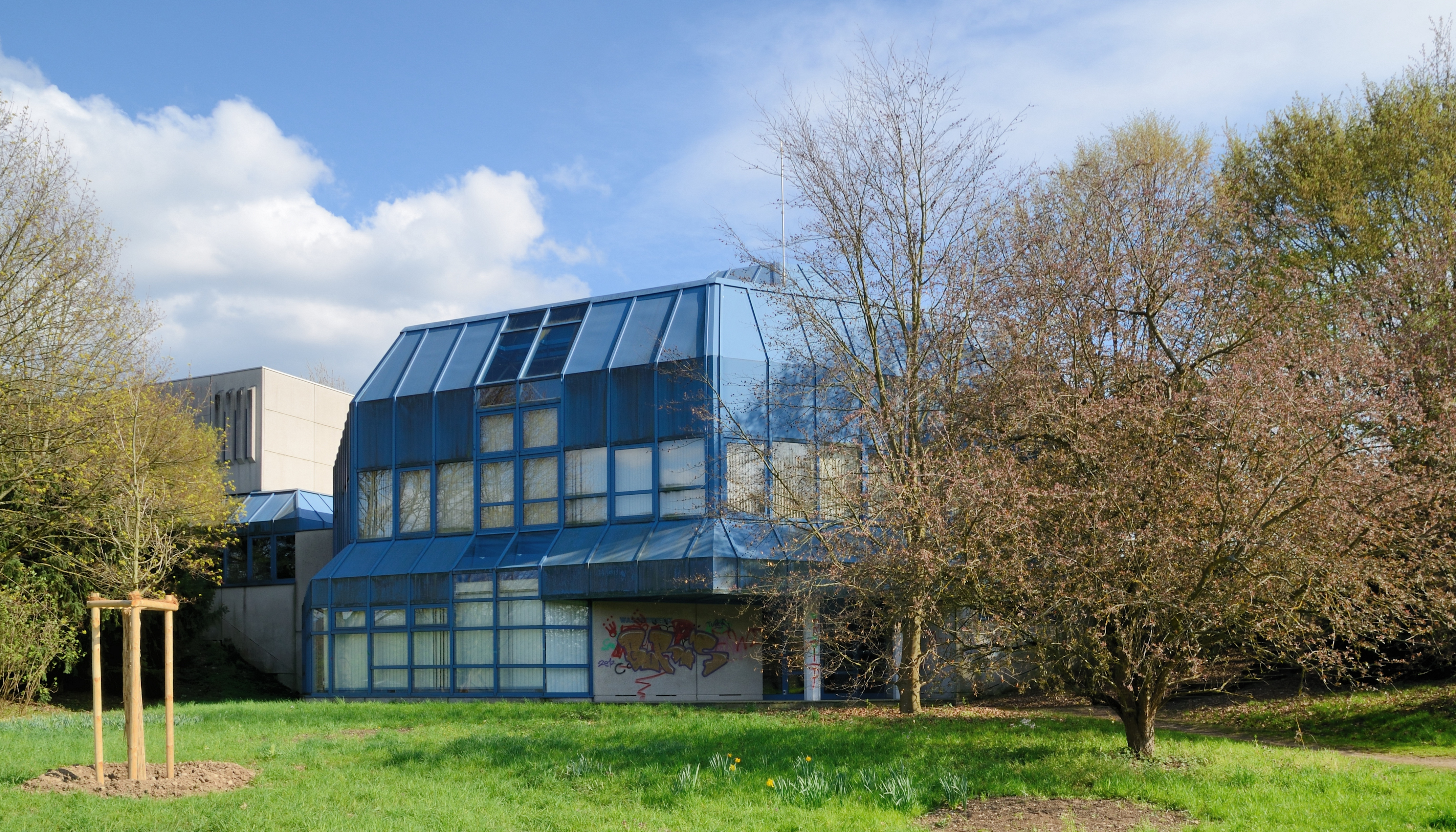
Wasserwerk Lörrach: links das Filtergebäude, mittig (blau) das Betriebsgebäude

Das 1982 am Südrand des Parks erbaute Wasserwerk bereitet für die städtische Versorgung jährlich rund 3,2 Millionen Kubikmeter Wasser auf. Das Wasser läuft dort aus vier im Park verteilten Tiefbrunnen zusammen, die ihr Wasser bis zu einer Tiefe von 20 Metern hochpumpen. Das gesamte Stadtgebiet Lörrachs verfügt über sieben dieser Tiefbrunnenanlagen. Damit ist das Grütt von zentraler Bedeutung für die Wasserversorgung der Stadt. Das Lörracher Wasserwerk mit der markanten blauen Fassadenverkleidung wurde Ende 1982 zunächst testweise in Betrieb genommen und löste am 29. April 1983, vom damaligen Oberbürgermeister Egon Hugenschmidt eingeweiht, den hundert Jahre alten Vorgängerbau, der seither für Veranstaltungen genutzt wird, in der Tumringer Straße ab. Das im Rohbau 10,9 Millionen Euro teure Wasserwerk verfolgt den Zweck der Gewinnung, Aufbereitung und Verteilung des Wassers in der Stadt. In der Zeit der Landesgartenschau fanden im Wasserwerk Veranstaltungen zum Thema Wasser statt.

### Verkehrswege

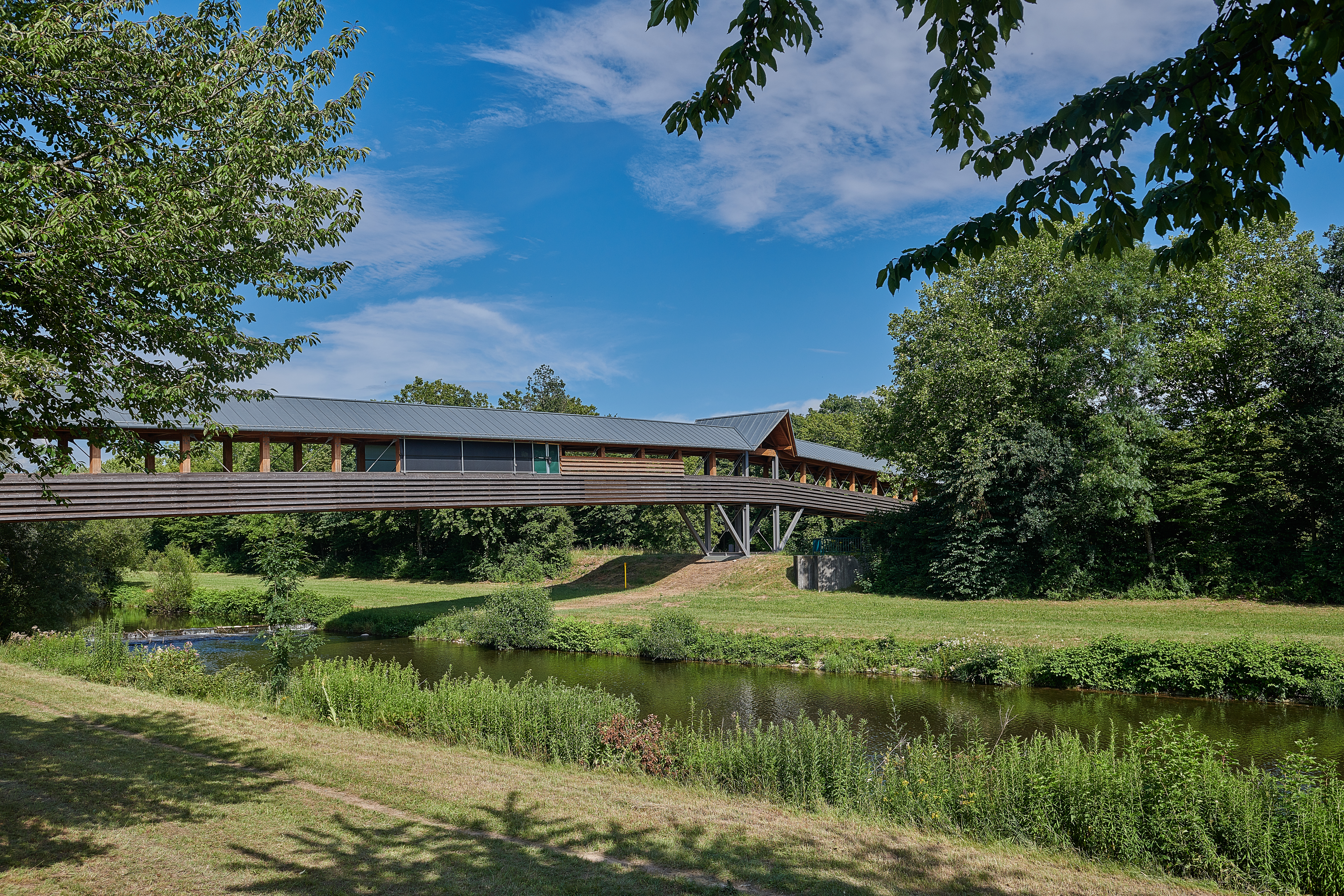
Die gedeckte Holzbrücke über die Wiese und Bundesstraße ermöglicht den Zugang von Norden in den Park

Die Wiesentalbrücke überführt im östlichen Teil des Landschaftsparks die A 98. Die Pfeiler sind vor allem im südlichen Abschnitt durch eine waldähnliche Bepflanzung umsäumt. Die Flächen der 56 Brückenpfeiler sind seit Anfang August 2010 von der Stadt für legale Graffiti freigegeben. Die etwa 110 mehrere Meter hohen Bilder – manche sind bis zu 20 Meter hoch – wurden von internationalen Sprayern kreiert und sind als Bridge-Gallery bekannt.
Östlich der Autobahn befindet sich die Gartenanlage Weidenpalast und daran angrenzend das Sport-, Freizeit- und Messezentrum Grütt. Im Nordostteil verläuft der Park fast bis an den Homburger Wald, einen bewaldeten Höhenzug, der Teil des Dinkelbergs ist. Nordwestlich wird der Landschaftspark von der in diesem Abschnitt parallel zur Wiese verlaufenden B 317 begrenzt. Der Grüttpark wird im östlichen knappen Drittel durch die Querspange zwischen der B317 und dem Kreisel zur Brombacher und Lörracher Straße in zwei Teile getrennt. Die Querspange kann im Norden von einer schmalen Brücke parallel zur Bahnstrecke sowie im Süden durch eine barriere- und stufenfreie Unterführung durchquert werden.

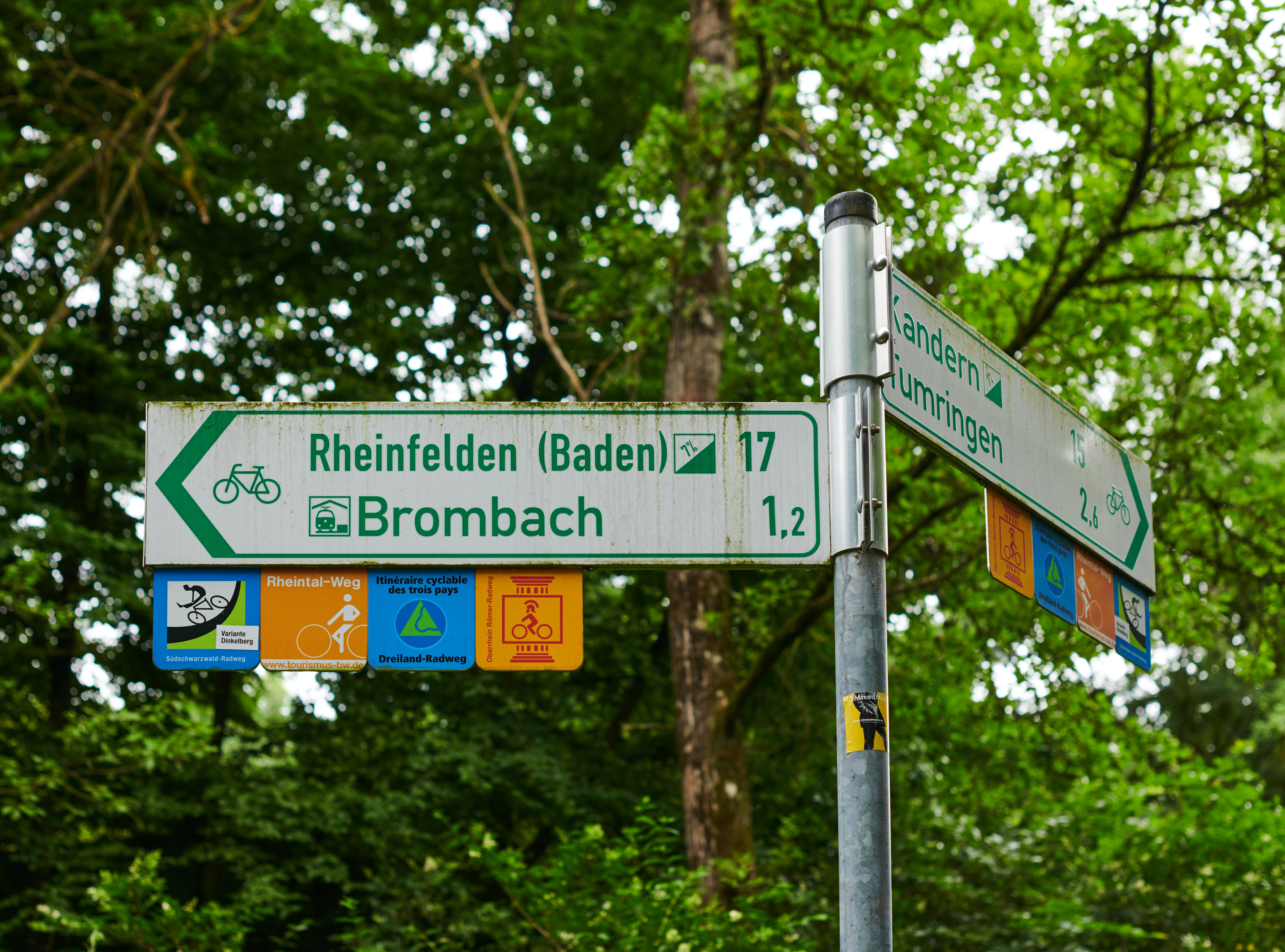
Wegweiser der Radwege im Grütt

Eine 1983 erbaute und Ende Juli 2016 für knapp eine Million Euro komplett ersetzte, 85 Meter lange und 2,80 Meter breite gedeckte Holzbrücke mit schmalen Diagonalen aus Stahl für Fußgänger und Radfahrer über den Fluss Wiese und die Bundesstraße verbindet den Park mit dem Ortsteil Haagen. Die Holzfachwerkbrücke besteht aus Fichten- und Lärchenholz und ist der einzige Zugang an der Nordwestflanke des Parks, der ansonsten an die Bundesstraße grenzt.
Der 200 Kilometer lange Oberrhein Römer-Radweg führt nordwärts von Brombach kommend durch den Grüttpark in die Innenstadt und von dort weiter über die Lucke nach Binzen. Auch der touristische Dreiland-Radweg durchquert den Park und zweigt über die Holzbrücke von Brombach kommend dann direkt über die Lucke ins Markgräflerland ab. Bestimmte Abschnitte des Rheintal-Wegs führen ebenfalls durch das Grütt, so wie die Variante Dinkelberg des Südschwarzwald-Radweges. Darüber hinaus nutzen auch die innerstädtischen Pendlerrouten das Wegenetz des Landschaftsparks Grütt mit.

### Sportinfrastruktur

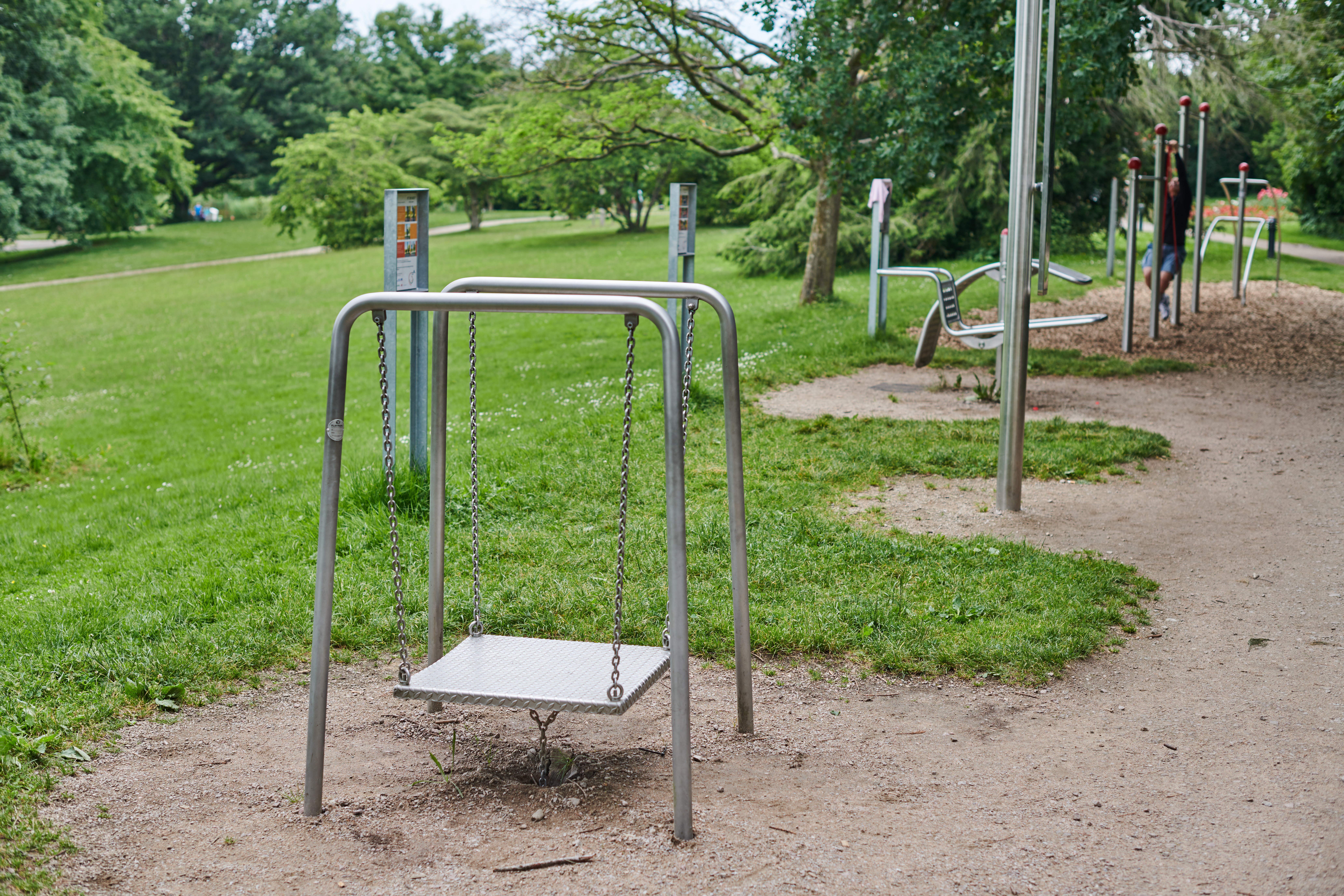
Geräte am Bewegungsparcours

Entlang des Promenadenwegs im Südteil des Grüttparks befindet sich ein im Mai 2014 eingerichteter Bewegungsparcours mit sechs Stationen. Die installierten Geräte sollen für Einsteiger und Fortgeschrittene mit Hilfe von Übungstafeln Ausdauer- und Kraftübungen unter freiem Himmel ermöglichen.
Auf den Grünflächen des Grüttparks ist eine permanente Discgolf-Anlage mit 18 Stationen installiert; sie beginnt am Rosengarten und führt um den Grüttsee herum. Die Anlage wurde 2014 im Park installiert. Im März findet jährlich ein Turnier statt.
Seit 2010 sind mehrere Laufstrecken im Park ausgeschildert. Die blau gekennzeichnete Laufrunde ist 4,5 Kilometer lang und führt weiträumig in alle Teile des Parks. Die kürzere gelbe (2,9 Kilometer) und rote Runde (2,6 Kilometer) beschränkt sich jeweils auf den westlichen Teil des Parks. Dazu werden zwei kleinere Runden um den Weidenpalast (800 Meter) und um den Grüttsee (550 Meter) als Schleifen angeboten. Sämtliche Strecken sind ohne nennenswerte Steigungen.
Im nordwestlichen Teil des Parks am Grüttpark-Stadion ist eine Pumptrack-Anlage für Tretroller, BMX- und Mountainbike-Fahrer installiert. Der Parcours ist sowohl für Kinder als auch für Jugendliche und Erwachsene konzipiert. Ebenfalls am Grüttpark-Stadion gibt es einen Streetball- und Skatepark. Die offene Sportanlage bietet auch Möglichkeiten für Skateboard, Inliner oder Basketball.

### Öffentlicher Nahverkehr

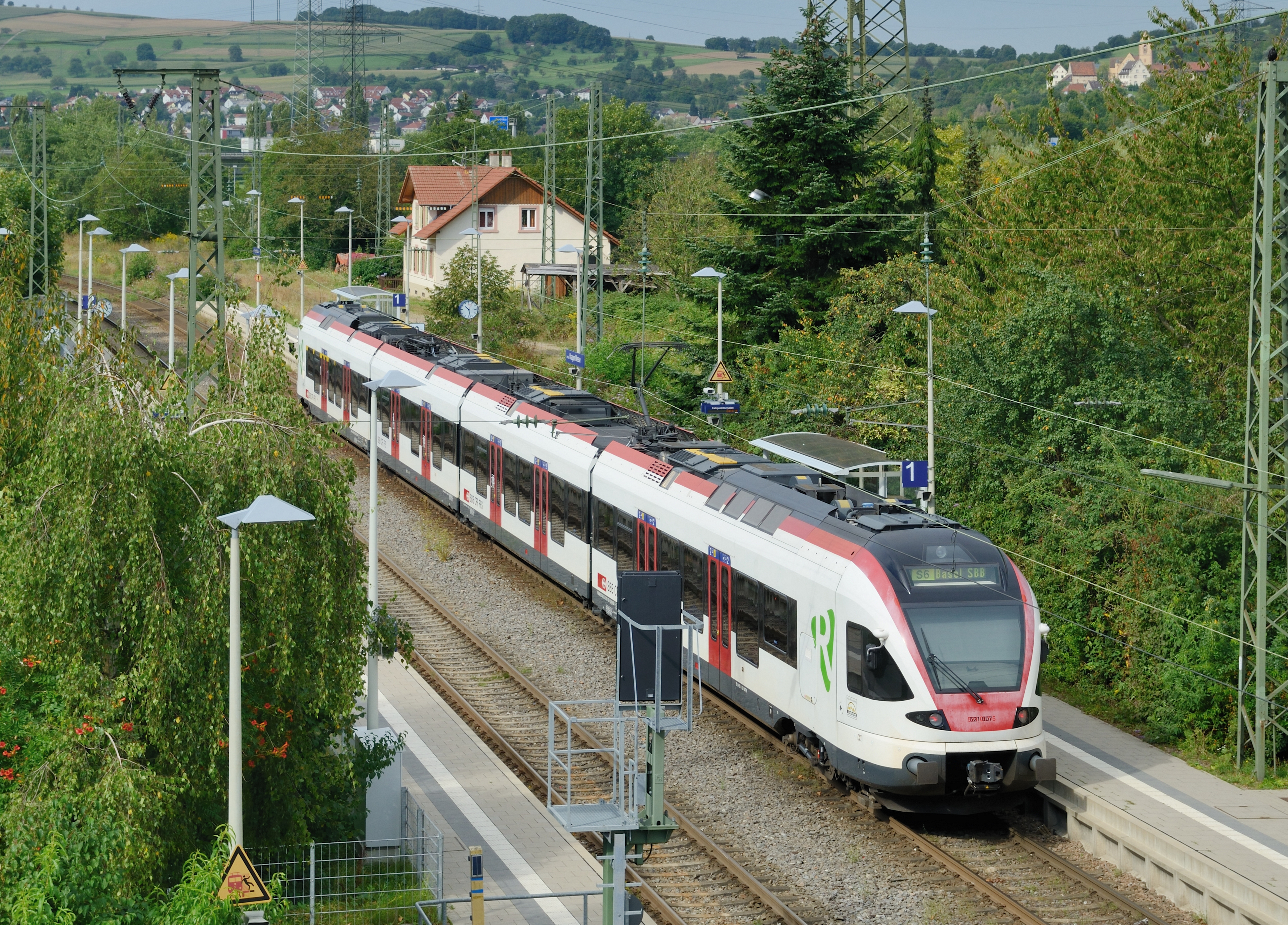
Zug am Haltepunkt Lörrach-Haagen/Messe

Die Linien 5 und 6 der S-Bahn Basel fahren auf der Wiesentalbahn durch das Parkgelände, deren Stationen Schwarzwaldstraße und Haagen/Messe befinden sich beide in Laufnähe zu unterschiedlichen Teilen des Grüttparks. (→ Karte des Landschaftsparks Grütt)
Die Buslinie 7 fährt die Nordstadt an, so dass die Südeingänge des Parks über zwei Haltestellen (Wintersbuckstraße und Karl-Herbster-Platz) in Laufnähe von wenigen Minuten erreichbar sind. Die Ortsbuslinie 10 fährt ebenfalls die Haltestelle Haagen/Messe an, an welchem auch ein P+R-Parkplatz angeschlossen ist.